# Liste der Träger des Nationalpreises der DDR III. Klasse für Wissenschaft und Technik (1949–1959)
Diese Liste stellt die Träger des Nationalpreises der DDR III. Klasse für Wissenschaft und Technik in den Jahren 1949 bis 1959 dar. Zu den anderen Stufen siehe die Liste der Träger des Nationalpreises der DDR.

## Liste
| Jahr   | Preisträger | Preisträger | Verleihungsgrund | Anmerkung |
| ------ | --- | --- | --- | --------- |
| 1949 ↑ | Erich Correns | Chemiker, Betriebsleiter der „Thüringischen Zellwolle“ in Schwarza und Direktor des Instituts für Faserstoffe der DAW in Teltow-Seehof | gehört zu den führenden Fachleuten auf dem Gebiet der Zellstoff-Fabrikation |           |
| 1949 ↑ | Walter Grotrian | Astrophysikalisches Observatorium in Potsdam | hat wesentliche Beiträge zur endgültigen Deutung der Linien der Sonnenkorona geliefert |           |
| 1949 ↑ | Karl Kegel | Bergakademie Freiberg | genießt als Wissenschaftler auf dem Gebiet der Braunkohlentechnik internationales Ansehen |           |
| 1949 ↑ | Werner Krauß | Romanist mit Lehrstuhl an der Universität Leipzig | Bekannt sind seine Publikationen über Corneille und Molière sowie seine Cervantes-Biographie |           |
| 1949 ↑ | Jürgen Kuczynski | Professor mit Lehrstuhl für Politische Ökonomie an der Berliner Humboldt-Universität | Seine besonderen Verdienste bestehen in der Erforschung der Lage der Arbeiter, deren Ergebnisse er in einer siebenbändigen Geschichte niedergelegt hat |           |
| 1949 ↑ | Hans Lettré | Professor an der medizinischen Fakultät der Universität Heidelberg | Auf seinem Spezialgebiet, der Pharmakologie, ist er als bedeutender Forscher hervorgetreten |           |
| 1949 ↑ | Karl Nitzsche | Werkmeister in der Uhren-Rohwerke-Fabrik (UROFA) Glashütte | hat Entscheidendes zum Wiederaufbau der Uhrenindustrie beigetragen |           |
| 1949 ↑ | Fred Oelßner | Mitglied des Parteivorstandes der SED | Als Interpret des wissenschaftlichen Sozialismus und des Marxismus-Leninismus nimmt er in der Reihe der Preisträger einen besonderen Platz ein. In seinen grundsätzlich geschriebenen Büchern begnügt er sich nicht mit der historischen Wiedergabe der Grundsätze des Marxismus, sondern setzt sich gleichzeitig mit den heutigen Gegnern des Marxismus auseinander |           |
| 1949 ↑ | Paul Sack | Bauarbeiter in der Bauunion VEB Stralsund | war der erste Bauarbeiter der Ostzone, der dem Beispiel Henneckes folgte und damit die Aktivistenbewegung im Baugewerbe auslöste |           |
| 1949 ↑ | Hans Stubbe | Leiter des Instituts für Kulturpflanzenforschung in Gatersleben und Mitglied der Deutschen Akademie der Wissenschaften | beschäftigt sich hauptsächlich mit Mutationsforschung und ist bestrebt, die theoretischen Erkenntnisse so schnell wie möglich in die Praxis umzusetzen und für die Züchter nutzbar zu machen |           |
| 1949 ↑ | Kollektiv im Kupferbergbau | | |           |
| 1949 ↑ | Joseph Wujciak | | |           |
| 1949 ↑ | Franz Bändel | | |           |
| 1949 ↑ | Fritz Himpel | | |           |
| 1949 ↑ | Friedrich Kalteich | | |           |
| 1949 ↑ | Karl Kaiser | | |           |
| 1949 ↑ | Ernst Seidel | | |           |
| 1949 ↑ | Technisches Kollektiv des Werks für Fernmeldewesen HF Oberspree in Niederschöneweide                                                               | Technisches Kollektiv des Werks für Fernmeldewesen HF Oberspree in Niederschöneweide | baute nach einem neuen und volkswirtschaftlich bedeutsamen Verfahren die Senderöhre für den Berliner Rundfunk |           |
| 1949 ↑ | Friedrich Jelitto | | baute nach einem neuen und volkswirtschaftlich bedeutsamen Verfahren die Senderöhre für den Berliner Rundfunk |           |
| 1949 ↑ | Willy Drescher | | baute nach einem neuen und volkswirtschaftlich bedeutsamen Verfahren die Senderöhre für den Berliner Rundfunk |           |
| 1949 ↑ | Hans Wendler | Reichsbahnrat | gelang es, mit vier Mitarbeitern, die ihm zur Seite standen, innerhalb eines Jahres die Kondens-Kohlenstaublokomotive zu konstruieren. Die Maschine wird mit wenig minderwertigem Brennmaterial beheizt und kann mehr als 2000 Kilometer ohne neue Bekohlung und Wasseraufnahme zurücklegen |           |
| 1949 ↑ | Kollektiv | Kollektiv | hat sich auf dem Gebiete des Kohlenbergbaus besonders verdient gemacht |           |
| 1949 ↑ | Otto Fleischer | Zwickau-Oelsnitz | hat sich auf dem Gebiete des Kohlenbergbaus besonders verdient gemacht |           |
| 1949 ↑ | Gerhard Bönnisch | Ammendorf b. Merseburg | hat sich auf dem Gebiete des Kohlenbergbaus besonders verdient gemacht |           |
| 1949 ↑ | Erich Burdach | Bitterfeld | hat sich auf dem Gebiete des Kohlenbergbaus besonders verdient gemacht |           |
| 1949 ↑ | Stanislaus Szymanski | Senftenberg | hat sich auf dem Gebiete des Kohlenbergbaus besonders verdient gemacht |           |
| 1949 ↑ | Jugendaktiv „Otto Buchwitz“ des Bahnbetriebswerks Dresden-Friedrichstadt                                                                           | Jugendaktiv „Otto Buchwitz“ des Bahnbetriebswerks Dresden-Friedrichstadt | besserte von Januar bis Juni 1949 22 Lokomotiven aus und erfüllte damit den ersten Halbjahrplan mit 129 Prozent. |           |
| 1949 ↑ | Gerhard Tietze | | besserte von Januar bis Juni 1949 22 Lokomotiven aus und erfüllte damit den ersten Halbjahrplan mit 129 Prozent. |           |
| 1949 ↑ | Kurt Spindler | | besserte von Januar bis Juni 1949 22 Lokomotiven aus und erfüllte damit den ersten Halbjahrplan mit 129 Prozent. |           |
| 1949 ↑ | Gerhard Zierschauer | | besserte von Januar bis Juni 1949 22 Lokomotiven aus und erfüllte damit den ersten Halbjahrplan mit 129 Prozent. |           |
| 1949 ↑ | Eberhard Hildenz | | besserte von Januar bis Juni 1949 22 Lokomotiven aus und erfüllte damit den ersten Halbjahrplan mit 129 Prozent. |           |
| 1949 ↑ | Kurt Dietrich | | besserte von Januar bis Juni 1949 22 Lokomotiven aus und erfüllte damit den ersten Halbjahrplan mit 129 Prozent. |           |
| 1949 ↑ | Werner Schmidt | | besserte von Januar bis Juni 1949 22 Lokomotiven aus und erfüllte damit den ersten Halbjahrplan mit 129 Prozent. |           |
| 1949 ↑ | Dieter Wüstenfeld | | besserte von Januar bis Juni 1949 22 Lokomotiven aus und erfüllte damit den ersten Halbjahrplan mit 129 Prozent. |           |
| 1949 ↑ | Gerhard Oyer | | besserte von Januar bis Juni 1949 22 Lokomotiven aus und erfüllte damit den ersten Halbjahrplan mit 129 Prozent. |           |
| 1949 ↑ | Kurt Banugardt | | besserte von Januar bis Juni 1949 22 Lokomotiven aus und erfüllte damit den ersten Halbjahrplan mit 129 Prozent. |           |
| 1949 ↑ | Gerhard Kegler | | besserte von Januar bis Juni 1949 22 Lokomotiven aus und erfüllte damit den ersten Halbjahrplan mit 129 Prozent. |           |
| 1949 ↑ | Gerhard Schiller | | besserte von Januar bis Juni 1949 22 Lokomotiven aus und erfüllte damit den ersten Halbjahrplan mit 129 Prozent. |           |
| 1949 ↑ | Hans Buthig | | besserte von Januar bis Juni 1949 22 Lokomotiven aus und erfüllte damit den ersten Halbjahrplan mit 129 Prozent. |           |
| 1949 ↑ | Lothar Vogler | | besserte von Januar bis Juni 1949 22 Lokomotiven aus und erfüllte damit den ersten Halbjahrplan mit 129 Prozent. |           |
| 1949 ↑ | Hans Jährisch | | besserte von Januar bis Juni 1949 22 Lokomotiven aus und erfüllte damit den ersten Halbjahrplan mit 129 Prozent. |           |
| 1950 ↑ | August Czempiel | Betriebsleiter des Kabelwerkes Oberspree, Abteilung Press- und Stanzwerk, Berlin-Oberschöneweide | für die Entwicklung eines neuen Fertigungsverfahrens zur Herstellung von Turbinenschaufeln. Durch die Anwendung eines Pressverfahrens, bei dem die hohen Ansprüche insbesondere an die Maßgenauigkeit erfüllt werden, konnte die bisherige Monatsproduktion auf einer Presse an einem Tage aus Materialien der eigenen Erzeugung hergestellt werden. Czempiel hat darüber hinaus erfolgreiche Arbeiten in der Anwendung und Weiterentwicklung moderner Fertigungsverfahren geleistet |           |
| 1950 ↑ | Bruno Kiesler | Traktorist bei der MAS Koeckte, Grieben, Kreis Stendal | als Initiator der Hennecke-Bewegung in der Landwirtschaft hat [er] aus eigener Initiative neue Methoden der Bodenbearbeitung und der Ernte zur Anwendung gebracht. Es gelang ihm hierdurch, auf dem Gebiet der Landwirtschaft eine Bewegung einzuleiten, die durch Benutzung dieser neuen Arbeitsmethoden zu einer wesentlichen Erhöhung der Arbeitsproduktivität in der Landwirtschaft führt. |           |
| 1950 ↑ | Wilfried Kopetschke | Technischer Direktor des Braunkohlenwerkes Welzow/Niederlausitz | für seine Betriebsuntersuchungen in der Braunkohlenindustrie nach wissenschaftlichen Gesichtspunkten. Die Durchdenkung der technischen Arbeitsweise führte zu neuen höheren technischen Normen für die gesamte Braunkohlenindustrie und damit zu einer wesentlichen Leistungssteigerung |           |
| 1950 ↑ | Ernst Mangold | Professor mit Lehrstuhl für Tierernährungslehre an der Landwirtschaftlich-Gärtnerischen Fakultät der Humboldt-Universität Berlin, Mitglied der DAW, Berlin-Friedenau | für seine bedeutenden Arbeiten auf dem Gebiet der Tierphysiologie und Tierernährung. Seine Untersuchungen, insbesondere auf dem Gebiet der Physiologie und Ernährung der Haustiere haben der Praxis wichtige Hinweise zur Überwindung von Ernährungslücken, insbesondere während der letzten Jahre gegeben. Seine Ergebnisse fanden ihren Niederschlag in dem 1949 erschienenen Werk „Die Verdauung bei den Nutztieren“, das als grundlegend angesehen wird |           |
| 1950 ↑ | Theodor Roemer | Professor mit Lehrstuhl an der Landwirtschaftlichen Fakultät der Universität Halle/Saale, Direktor des Instituts für Acker- und Pflanzenbau der Universität Halle/Saale | für seine hervorragenden Leistungen auf dem Gebiet der Pflanzenzüchtung, besonders der Resistenzzüchtung von Getreidesorten und für seine Untersuchungen zur Steigerung der Bodenfruchtbarkeit. Prof. Roemer hat sich durch seine Züchtung resistenter Getreidesorten und seine Untersuchungen zur Steigerung der Bodenfruchtbarkeit einen internationalen Namen geschaffen. Seine Ergebnisse, die in seinem Lehrbuch „Ackerbaulehre“ der Allgemeinheit zugänglich gemacht worden sind, sind von großer praktischer Bedeutung für unsere Landwirtschaft. |           |
| 1950 ↑ | Moritz Schöbel | Oberingenieur und Technischer Leiter der HW —VEB – Werkzeugmaschinenfabrik Magdeburg | für seine Leistung als Initiator des Konstrukteur-Wettbewerbes und die Entwicklung einer neuen automatischen Vielstahldrehbank. Aufbauend auf den sowjetischen Erfahrungen hat Schöbel erstmalig in der Deutschen Demokratischen Republik den Wettbewerbsgedanken auf die Arbeit der Konstrukteure angewandt und durch Selbstverpflichtungen der technischen Intelligenz den Weg zu höherer Arbeitsproduktivität gezeigt. Seine hervorragenden Fähigkeiten als Konstrukteur bewies er durch die Schaffung neuartiger Werkzeugmaschinen. |           |
| 1950 ↑ | Rudolf Seeliger | Professor mit Lehrstuhl für Experimentalphysik an der Philosophischen Fakultät der Universität Greifswald, Direktor des Physikalischen Instituts der Universität Greifswald, Mitglied der Deutschen Akademie der Wissenschaften zu Berlin | für seine Verdienste um die Erforschung der elektrischen Gasentladungen. [Er] ist als Pionier auf dem Gebiet der Gasentladungsphysik anzusehen. Seine Arbeiten haben nicht nur für die Quantenphysik Bedeutung erlangt, sondern auch für zahlreiche Gebiete der Praxis, wie gasgefüllte Gleichrichter, Lichtbögen und elektrische Beleuchtung mit Gasentladungslampen |           |
| 1950 ↑ | Wolfgang Steinitz | Professor mit Lehrstuhl für finnisch-ugrische Sprachwissenschaft an der Philosophischen Fakultät der Humboldt-Universität Berlin | für seine wichtigen wissenschaftlichen Arbeiten auf dem Gebiet der finnisch-ugrischen Sprachwissenschaften und der Slawistik. [Er] hat grundlegende Arbeiten über die Geschichte des ostjakischen und des finnisch-ugrischen Vokalismus veröffentlicht. Hier hat er ein System gefunden, in dem die Laute im Zusammenhang und in ihren geschichtlichen Veränderungen gesehen werden |           |
| 1950 ↑ | Erich Thilo | Professor mit Lehrstuhl für Chemie an der Mathematisch-Naturwissenschaftlichen Fakultät der Humboldt-Universität Berlin, Direktor des 1. Chemischen Instituts der HU und Mitglied der DAW zu Berlin | für seine grundlegenden Arbeiten über den Aufbau von polymeren anorganischen Stoffen. [Er] hat durch neuartige wissenschaftliche Methoden die sehr komplizierte Struktur wichtiger anorganischer Stoffe, wie z. B. Glas und Zement, aufgeklärt. Er hat damit sowohl für die Grundlagen der Chemie als auch für die Praxis überaus wertvolle Beiträge geleistet |           |
| 1950 ↑ | Walter Zeh | Chemiker in der Filmfabrik Agfa, Wolfen, Kreis Bitterfeld | für seine wissenschaftlichen Leistungen zur Verbesserung des Agfa-Colorfilms. [Er] arbeitet seit Jahrzehnten auf dem Gebiet der Herstellung hochempfindlicher, fotografischer Filme. Seit 1945 gelang es ihm, bedeutende Verbesserungen praktisch durchzuführen. Dies führte zu einer Steigerung der Empfindlichkeit und Farbtreue des Agfa–Colorfilms. Gleichzeitig fand er ein neues Verfahren zur Vervielfältigung von kinematographischen Farbfilmen. |           |
| 1950 ↑ | Leuna-Kollektiv | Leuna-Kollektiv | für den Wiederaufbau des größten Chemiewerkes der Deutschen Demokratischen Republik in Leuna. Auf Grund der wissenschaftlichen und organisatorischen Fähigkeiten dieser Männer war es möglich, die technischen Anlagen der Leuna-Werke wieder instand zu setzen und die Herstellung der für die Landwirtschaft entscheidend wichtigen Stickstoffdüngemittel, pharmazeutischer Produkte und Katalysatoren für die Treibstofferzeugung aufzunehmen |           |
| 1950 ↑ | Hermann Eckhard | Werksleiter | für den Wiederaufbau des größten Chemiewerkes der Deutschen Demokratischen Republik in Leuna. Auf Grund der wissenschaftlichen und organisatorischen Fähigkeiten dieser Männer war es möglich, die technischen Anlagen der Leuna-Werke wieder instand zu setzen und die Herstellung der für die Landwirtschaft entscheidend wichtigen Stickstoffdüngemittel, pharmazeutischer Produkte und Katalysatoren für die Treibstofferzeugung aufzunehmen |           |
| 1950 ↑ | Gustav Wirth | Chemiker | für den Wiederaufbau des größten Chemiewerkes der Deutschen Demokratischen Republik in Leuna. Auf Grund der wissenschaftlichen und organisatorischen Fähigkeiten dieser Männer war es möglich, die technischen Anlagen der Leuna-Werke wieder instand zu setzen und die Herstellung der für die Landwirtschaft entscheidend wichtigen Stickstoffdüngemittel, pharmazeutischer Produkte und Katalysatoren für die Treibstofferzeugung aufzunehmen |           |
| 1950 ↑ | Ernst Willfroth | Leiter der Amon-Sulfat-Erzeugung | für den Wiederaufbau des größten Chemiewerkes der Deutschen Demokratischen Republik in Leuna. Auf Grund der wissenschaftlichen und organisatorischen Fähigkeiten dieser Männer war es möglich, die technischen Anlagen der Leuna-Werke wieder instand zu setzen und die Herstellung der für die Landwirtschaft entscheidend wichtigen Stickstoffdüngemittel, pharmazeutischer Produkte und Katalysatoren für die Treibstofferzeugung aufzunehmen |           |
| 1950 ↑ | Kollektiv „Steinkohle“ im Karl-Marx-Werk der Steinkohlenverwaltung Zwickau, WB Kohlenindustrie                                                     | Kollektiv „Steinkohle“ im Karl-Marx-Werk der Steinkohlenverwaltung Zwickau, WB Kohlenindustrie | als Initiatoren der Baumann-Hennecke-Schichten zur freiwilligen Normerhöhung, Die Leistung dieser Bergarbeiter besteht in der erstmaligen freiwilligen Erhöhung ihrer Arbeitsnormen. Hiermit hoben sie die Aktivistenbewegung auf eine neue Stufe und leiteten eine Bewegung ein, die durch freiwillige Normerhöhungen in der ganzen Steinkohlenindustrie für unsere Volkswirtschaft von großer Bedeutung ist. |           |
| 1950 ↑ | Alfred Baumann | Häuer | als Initiatoren der Baumann-Hennecke-Schichten zur freiwilligen Normerhöhung, Die Leistung dieser Bergarbeiter besteht in der erstmaligen freiwilligen Erhöhung ihrer Arbeitsnormen. Hiermit hoben sie die Aktivistenbewegung auf eine neue Stufe und leiteten eine Bewegung ein, die durch freiwillige Normerhöhungen in der ganzen Steinkohlenindustrie für unsere Volkswirtschaft von großer Bedeutung ist. |           |
| 1950 ↑ | Martin Zimmer | Bergarbeiter im Karl-Marx-Werk der Steinkohlenverwaltung Zwickau | als Initiatoren der Baumann-Hennecke-Schichten zur freiwilligen Normerhöhung, Die Leistung dieser Bergarbeiter besteht in der erstmaligen freiwilligen Erhöhung ihrer Arbeitsnormen. Hiermit hoben sie die Aktivistenbewegung auf eine neue Stufe und leiteten eine Bewegung ein, die durch freiwillige Normerhöhungen in der ganzen Steinkohlenindustrie für unsere Volkswirtschaft von großer Bedeutung ist. |           |
| 1950 ↑ | Richard Knösz | Bergarbeiter im Karl-Marx-Werk der Steinkohlenverwaltung Zwickau | als Initiatoren der Baumann-Hennecke-Schichten zur freiwilligen Normerhöhung, Die Leistung dieser Bergarbeiter besteht in der erstmaligen freiwilligen Erhöhung ihrer Arbeitsnormen. Hiermit hoben sie die Aktivistenbewegung auf eine neue Stufe und leiteten eine Bewegung ein, die durch freiwillige Normerhöhungen in der ganzen Steinkohlenindustrie für unsere Volkswirtschaft von großer Bedeutung ist. |           |
| 1950 ↑ | Walter Proske | Bergarbeiter im Karl-Marx-Werk der Steinkohlenverwaltung Zwickau | als Initiatoren der Baumann-Hennecke-Schichten zur freiwilligen Normerhöhung, Die Leistung dieser Bergarbeiter besteht in der erstmaligen freiwilligen Erhöhung ihrer Arbeitsnormen. Hiermit hoben sie die Aktivistenbewegung auf eine neue Stufe und leiteten eine Bewegung ein, die durch freiwillige Normerhöhungen in der ganzen Steinkohlenindustrie für unsere Volkswirtschaft von großer Bedeutung ist. |           |
| 1950 ↑ | Jugendbrigade „Klara Zetkin“ im Sächsischen Kunstseiden-Werk Pirna                                                                                 | Jugendbrigade „Klara Zetkin“ im Sächsischen Kunstseiden-Werk Pirna | für die Einführung neuer Arbeitsmethoden und den Übergang zur Drei-Stuhl-Bedienung in der Kunstseidenproduktion. Die drei jungen Arbeiterinnen haben ihre Brigade als eine der ersten zur Leistungsbrigade umgebildet und im Wettbewerb bewiesen, daß trotz Übertreffens der Produktionsnormen gleichzeitig noch eine Leistungssteigerung möglich ist. Sie haben weiter durch erstmalige gleichzeitige Bedienung von drei Maschinen und andere verbesserte Arbeitsmethoden ihrem ganzen Berufszweig ein mitreißendes Beispiel gegeben. |           |
| 1950 ↑ | Ruth Krupper | Kustseidenzwirnerinnen | für die Einführung neuer Arbeitsmethoden und den Übergang zur Drei-Stuhl-Bedienung in der Kunstseidenproduktion. Die drei jungen Arbeiterinnen haben ihre Brigade als eine der ersten zur Leistungsbrigade umgebildet und im Wettbewerb bewiesen, daß trotz Übertreffens der Produktionsnormen gleichzeitig noch eine Leistungssteigerung möglich ist. Sie haben weiter durch erstmalige gleichzeitige Bedienung von drei Maschinen und andere verbesserte Arbeitsmethoden ihrem ganzen Berufszweig ein mitreißendes Beispiel gegeben. |           |
| 1950 ↑ | Herta Gebauer | Kustseidenzwirnerinnen | für die Einführung neuer Arbeitsmethoden und den Übergang zur Drei-Stuhl-Bedienung in der Kunstseidenproduktion. Die drei jungen Arbeiterinnen haben ihre Brigade als eine der ersten zur Leistungsbrigade umgebildet und im Wettbewerb bewiesen, daß trotz Übertreffens der Produktionsnormen gleichzeitig noch eine Leistungssteigerung möglich ist. Sie haben weiter durch erstmalige gleichzeitige Bedienung von drei Maschinen und andere verbesserte Arbeitsmethoden ihrem ganzen Berufszweig ein mitreißendes Beispiel gegeben. |           |
| 1950 ↑ | Maria Stahl | Kustseidenzwirnerinnen | für die Einführung neuer Arbeitsmethoden und den Übergang zur Drei-Stuhl-Bedienung in der Kunstseidenproduktion. Die drei jungen Arbeiterinnen haben ihre Brigade als eine der ersten zur Leistungsbrigade umgebildet und im Wettbewerb bewiesen, daß trotz Übertreffens der Produktionsnormen gleichzeitig noch eine Leistungssteigerung möglich ist. Sie haben weiter durch erstmalige gleichzeitige Bedienung von drei Maschinen und andere verbesserte Arbeitsmethoden ihrem ganzen Berufszweig ein mitreißendes Beispiel gegeben. |           |
| 1950 ↑ | Kollektiv der Maschinenfabrik Krupp-Gruson, Magdeburg                                                                                              | Kollektiv der Maschinenfabrik Krupp-Gruson, Magdeburg | für seine Leistungen bei der Konstruktion und beim Bau von Walzwerksmaschinen sowie beim Aufbau des Krupp-Gruson-Werkes. Ullmann als Konstrukteur, Fricke als Werksleiter, Honza als Direktor der Warmbetriebe und Lammert als Betriebsdirektor haben durch ihr Wirken die Voraussetzungen für die Konstruktion und den Bau der für den Fünfjahrplan notwendigen schwerindustriellen Anlagen geschaffen |           |
| 1950 ↑ | Ernst Ullmann | Oberingenieur | für seine Leistungen bei der Konstruktion und beim Bau von Walzwerksmaschinen sowie beim Aufbau des Krupp-Gruson-Werkes. Ullmann als Konstrukteur, Fricke als Werksleiter, Honza als Direktor der Warmbetriebe und Lammert als Betriebsdirektor haben durch ihr Wirken die Voraussetzungen für die Konstruktion und den Bau der für den Fünfjahrplan notwendigen schwerindustriellen Anlagen geschaffen |           |
| 1950 ↑ | Otto Fricke | Werksleiter | für seine Leistungen bei der Konstruktion und beim Bau von Walzwerksmaschinen sowie beim Aufbau des Krupp-Gruson-Werkes. Ullmann als Konstrukteur, Fricke als Werksleiter, Honza als Direktor der Warmbetriebe und Lammert als Betriebsdirektor haben durch ihr Wirken die Voraussetzungen für die Konstruktion und den Bau der für den Fünfjahrplan notwendigen schwerindustriellen Anlagen geschaffen |           |
| 1950 ↑ | Friedrich Honza | Diplom-Ingenieur | für seine Leistungen bei der Konstruktion und beim Bau von Walzwerksmaschinen sowie beim Aufbau des Krupp-Gruson-Werkes. Ullmann als Konstrukteur, Fricke als Werksleiter, Honza als Direktor der Warmbetriebe und Lammert als Betriebsdirektor haben durch ihr Wirken die Voraussetzungen für die Konstruktion und den Bau der für den Fünfjahrplan notwendigen schwerindustriellen Anlagen geschaffen |           |
| 1950 ↑ | Otto Lammert | Betriebsdirektor | für seine Leistungen bei der Konstruktion und beim Bau von Walzwerksmaschinen sowie beim Aufbau des Krupp-Gruson-Werkes. Ullmann als Konstrukteur, Fricke als Werksleiter, Honza als Direktor der Warmbetriebe und Lammert als Betriebsdirektor haben durch ihr Wirken die Voraussetzungen für die Konstruktion und den Bau der für den Fünfjahrplan notwendigen schwerindustriellen Anlagen geschaffen |           |
| 1951 ↑ | Otto Brandau | Hauptmetallurge im Geräte- und Armaturenwerk, Magdeburg | für die Herstellung von Nitrierstahl. Otto Brandau hat sich mit Erfolg für die Erzeugung von Stählen, die bisher aus dem Westen kamen, in der Deutschen Demokratischen Republik eingesetzt. Es gelang ihm, den äußerst dringend benötigten Nitrierstahl im Geräte- und Armaturenwerk, Magdeburg, herzustellen und damit unser Land von der Einfuhr dieses entscheidenden Materials unabhängig zu machen. Erst die Herstellung des Nitrierstahles in der Deutschen Demokratischen Republik ermöglicht die Durchführung des im Volkswirtschaftsplan festgelegten großen Export-Programmes hinsichtlich Hochdruck-Heißdampf-Armaturen, deren Herstellung ohne Nitrierstahl unmöglich ist. |           |
| 1951 ↑ | Max Schneider | Ordinarius des musikwissenschaftlichen Instituts der Martin-Luther-Universität Halle/Saale | für seine Verdienste um die Bach-Forschung. [Er] hat sich als Musikwissenschaftler große Verdienste um die wissenschaftliche Erforschung des Werkes Johann Sebastian Bachs erworben. Seiner Arbeit ist es zu verdanken, daß die Werke Bachs, die zu den hervorragendsten Beiträgen des klassischen deutschen Musikerbes gehören, breiten Kreisen des Volkes zugänglich gemacht wurden durch Beiträge in den Bach-Jahrbüchern, in den Veröffentlichungen der Bach-Gesellschaft und in der Fachpresse. Sein besonderes Verdienst, das ihm internationalen Ruf eingetragen hat, ist die Herausgabe der zwei Bände des Alt-Bach’schen Archivs in „Das Erbe deutscher Musik“ |           |
| 1951 ↑ | Eberhard Kautzsch | Montangeologe, Mansfelder Kupferschieferbergbau, Eisleben | Ausgehend von stratigraphischen und lagerstättenkundlichen Untersuchungen gelang es Dr. Kautzsch, die seit langem umstrittene Frage der Metallverteilung im Kupferschiefer zu klären. Auf Grund der erkannten Gesetzmäßigkeit konnte das Vorkommen und die Entstehung von Anreicherungs- und Vertaubungszonen (die Entstehung der sogenannten „Roten Fäule“) geklärt werden. Die Anwendung seiner theoretischen Erkenntnisse führte zur Aufschließung weiterer, sehr erheblicher Erzvorräte |           |
| 1951 ↑ | Johannes Dobberstein | Professor mit Lehrstuhl an der Veterinär-Medizinischen Fakultät der Humboldt-Universität Berlin, Direktor des Instituts für Veterinär-Pathologie, Stellvertretender Direktor des Instituts für Veterinär-Anatomie, Mitglied der DAW zu Berlin | für seine Arbeiten auf dem Gebiet der Veterinär-Pathologie und Veterinär-Anatomie. Prof. Dr. Dobberstein gilt als der führende Fachmann auf seinem Gebiet in Deutschland. Die Hauptgebiete der wissenschaftlichen Forschung Prof. Dr. Dobbersteins betreffen die Blutkrankheiten und die Nervenerkrankungen der Haustiere. Auf diesem Gebiet hat er ebenfalls publizistisch gewirkt. In einer Anzahl von Arbeiten beschäftigt sich Prof. Dr. Dobberstein mit der vergleichenden Geschwulstlehre. Besonders bemerkenswert ist, daß unter seinem Einfluß die Veterinär-Pathologie, welche früher sehr abhängig von der menschlichen Pathologie war, sich zu einem Fach mit eigenen teils praktischen, teils theoretischen Fragestellungen entwickelt hat. |           |
| 1951 ↑ | Siegbert Kahn | Direktor des Deutschen Wirtschaftsinstituts, Berlin | für seine wissenschaftlichen Arbeiten über die Rolle des Monopolkapitals. Siegbert Kahn hat eine Reihe wissenschaftlicher Untersuchungen über die Rolle des Monopolkapitals durchgeführt, die wirtschaftspolitischen Entwicklungstendenzen in Westdeutschland und insbesondere die Wiedererstehung des Imperialismus in Westdeutschland gründlich analysiert. Seine umfangreichen Arbeiten fanden ihren Niederschlag insbesondere in den Berichten des Deutschen Wirtschaftsinstituts und in zahlreichen Vorlesungen. Gleichzeitig hat er es verstanden, aus jungen und zum größeren Teil erst am Anfang ihrer Forschungsarbeit stehenden Wissenschaftlern ein Kollektiv zu schaffen, das heute bereits in der Lage ist, größere Arbeiten von wissenschaftlichem Wert durchzuführen. |           |
| 1951 ↑ | Cuno Hoffmeister | Professor der Astronomie, Sternwarte Sonneberg/Thüringen | für seine wissenschaftlichen Leistungen auf dem Gebiet der Erforschung der Meteore. Prof. Dr. Hoffmeister genießt bei den Astronomen der ganzen Welt hohes Ansehen. Sein Hauptforschungsgebiet sind die Meteore. Er hat seine wissenschaftlichen Forschungsergebnisse in zahlreichen Veröffentlichungen niedergelegt. Sein soeben erschienenes Buch „Meteorströme“ ist eine hervorragende zusammenfassende Darstellung des gesamten Forschungsgebietes und stellt eine wesentliche Bereicherung der astronomischen Weltliteratur dar. Neben den Meteoren hat sich Prof. Dr. Hoffmeister besonders mit der Beobachtung der veränderlichen Sterne beschäftigt. Er hat durch fortlaufende, systematische Beobachtungen wesentliche Beiträge zur Kenntnis dieser interessanten und wichtigen Sterne geliefert. Die von ihm eingeführten, sogenannten Felderpläne ermöglichen es, einen Überblick zu gewinnen über die Häufigkeitsverteilung der veränderlichen Sterne verschiedener Typen im Raum des Milchstraßensystems.                        |           |
| 1951 ↑ | Josef Wenig | Obersteiger, A. G. Wismut | für die Entwicklung neuer Arbeitsmethoden im Bergbau. Es gelang Josef Wenig als Leiter eines Schachtes durch intensives Studium der angewandten Arbeitsmethoden diese wesentlich weiterzuentwickeln und dadurch die Arbeitsproduktivität der in seinem Schacht beschäftigten Kollegen weitgehend zu steigern. Besondere Verdienste hat sich Josef Wenig dadurch erworben, indem er eine Arbeitsmethode entwickelte und einführte, die es gestattet, den Vortrieb und Ausbau der Schächte zu gleicher Zeit vorzunehmen. Dazu wurde von ihm eine besondere Kopfschutzbühne konstruiert, die im Schacht auf und nieder gelassen werden kann und die allen sicherheitstechnischen Anforderungen gerecht wird. Hierdurch ist es möglich, erstmalig unter Beachtung aller sicherheitstechnischen Anforderungen zu gleicher Zeit das Abtäufen und Ausbauen neuer Schächte vorzunehmen, wodurch die benötigte Zeit für das Abteufen eines Schachtes von bestimmter Tiefe gegenüber der alten Arbeitsmethode um 25 Prozent gesenkt werden kann.        |           |
| 1951 ↑ | Fritz Naumann | Oberingenieur, Werksleiter, VEB GUS Eisenhammer, Dresden-Dölzschen | für die Entwicklung eines neuen Schlackensand-Formverfahrens. Oberingenieur Naumann ist der Erfinder des sogenannten Kupolofen-Schlackensand-Formverfahrens. In längeren Entwicklungsarbeiten war es ihm möglich, die Verwertung der Kupolofenschlacke als Ausgangspunkt für die Entwicklung eines neuen Formverfahrens festzustellen. In einer sehr großen Zahl von Gießereien wird dieses Verfahren bereits angewandt. Die Reorganisation der Gießereien unter Verwendung des Naumannschen Verfahrens erspart der Republik viele Tausende Tonnen an Roheisen und führt zu einer erheblichen Verbesserung der Qualität des Gusses. Dieses umwälzende Schlackensand-Formverfahren ist von Naumann auf neuer Rohstoffbasis entwickelt worden. |           |
| 1951 ↑ | Kollektiv „Schnellbrennmethode“ aus den VEB Ziegelei Bruckdorf, Halle/Saale und VEB Ziegelei Hecklingen                                            | Kollektiv „Schnellbrennmethode“ aus den VEB Ziegelei Bruckdorf, Halle/Saale und VEB Ziegelei Hecklingen | für die Entwicklung und Anwendung der Methode des Schnellziegelbrennens. Georg Sgraja ging mit seinem Kollektiv an die Auswertung der Erfahrungen des Stalin-Preisträgers Pawel Duwanow und erreichte durch die Anwendung der Schnellbrennmethode von Ziegelsteinen in seinem Betrieb eine Produktionssteigerung von 65 Prozent unter Einsparung von 30 Prozent des Brennstoffes. Durch die Anwendung dieser Methode in anderen Ziegeleien gelang es, mit den in der Republik vorhandenen Kapazitäten den großen Bedarf an Ziegelsteinen für den Wiederaufbau zu befriedigen. Darüber hinaus ist es auch durch diese Methode möglich, die Aufgaben des Fünfjahrplanes – die eine Steigerung der Produktion um 85 Prozent gegenüber 1950 festlegen – ohne neue Investitionen zu erfüllen. Die Ziegelwerke Hecklingen wurden Lehr- und Ausbildungsbetrieb für viele Brenner und Setzer. |           |
| 1951 ↑ | Georg Sgraja | Werkleiter der Ziegelei Bruckdorf | für die Entwicklung und Anwendung der Methode des Schnellziegelbrennens. Georg Sgraja ging mit seinem Kollektiv an die Auswertung der Erfahrungen des Stalin-Preisträgers Pawel Duwanow und erreichte durch die Anwendung der Schnellbrennmethode von Ziegelsteinen in seinem Betrieb eine Produktionssteigerung von 65 Prozent unter Einsparung von 30 Prozent des Brennstoffes. Durch die Anwendung dieser Methode in anderen Ziegeleien gelang es, mit den in der Republik vorhandenen Kapazitäten den großen Bedarf an Ziegelsteinen für den Wiederaufbau zu befriedigen. Darüber hinaus ist es auch durch diese Methode möglich, die Aufgaben des Fünfjahrplanes – die eine Steigerung der Produktion um 85 Prozent gegenüber 1950 festlegen – ohne neue Investitionen zu erfüllen. Die Ziegelwerke Hecklingen wurden Lehr- und Ausbildungsbetrieb für viele Brenner und Setzer. |           |
| 1951 ↑ | Wilhelm Kniep | Brenner in der Ziegelei Hecklingen | für die Entwicklung und Anwendung der Methode des Schnellziegelbrennens. Georg Sgraja ging mit seinem Kollektiv an die Auswertung der Erfahrungen des Stalin-Preisträgers Pawel Duwanow und erreichte durch die Anwendung der Schnellbrennmethode von Ziegelsteinen in seinem Betrieb eine Produktionssteigerung von 65 Prozent unter Einsparung von 30 Prozent des Brennstoffes. Durch die Anwendung dieser Methode in anderen Ziegeleien gelang es, mit den in der Republik vorhandenen Kapazitäten den großen Bedarf an Ziegelsteinen für den Wiederaufbau zu befriedigen. Darüber hinaus ist es auch durch diese Methode möglich, die Aufgaben des Fünfjahrplanes – die eine Steigerung der Produktion um 85 Prozent gegenüber 1950 festlegen – ohne neue Investitionen zu erfüllen. Die Ziegelwerke Hecklingen wurden Lehr- und Ausbildungsbetrieb für viele Brenner und Setzer. |           |
| 1951 ↑ | Max Liebscher | Brenner in der Ziegelei Hecklingen | für die Entwicklung und Anwendung der Methode des Schnellziegelbrennens. Georg Sgraja ging mit seinem Kollektiv an die Auswertung der Erfahrungen des Stalin-Preisträgers Pawel Duwanow und erreichte durch die Anwendung der Schnellbrennmethode von Ziegelsteinen in seinem Betrieb eine Produktionssteigerung von 65 Prozent unter Einsparung von 30 Prozent des Brennstoffes. Durch die Anwendung dieser Methode in anderen Ziegeleien gelang es, mit den in der Republik vorhandenen Kapazitäten den großen Bedarf an Ziegelsteinen für den Wiederaufbau zu befriedigen. Darüber hinaus ist es auch durch diese Methode möglich, die Aufgaben des Fünfjahrplanes – die eine Steigerung der Produktion um 85 Prozent gegenüber 1950 festlegen – ohne neue Investitionen zu erfüllen. Die Ziegelwerke Hecklingen wurden Lehr- und Ausbildungsbetrieb für viele Brenner und Setzer. |           |
| 1951 ↑ | Willy Grywatz | Setzer in der Ziegelei Hecklingen | für die Entwicklung und Anwendung der Methode des Schnellziegelbrennens. Georg Sgraja ging mit seinem Kollektiv an die Auswertung der Erfahrungen des Stalin-Preisträgers Pawel Duwanow und erreichte durch die Anwendung der Schnellbrennmethode von Ziegelsteinen in seinem Betrieb eine Produktionssteigerung von 65 Prozent unter Einsparung von 30 Prozent des Brennstoffes. Durch die Anwendung dieser Methode in anderen Ziegeleien gelang es, mit den in der Republik vorhandenen Kapazitäten den großen Bedarf an Ziegelsteinen für den Wiederaufbau zu befriedigen. Darüber hinaus ist es auch durch diese Methode möglich, die Aufgaben des Fünfjahrplanes – die eine Steigerung der Produktion um 85 Prozent gegenüber 1950 festlegen – ohne neue Investitionen zu erfüllen. Die Ziegelwerke Hecklingen wurden Lehr- und Ausbildungsbetrieb für viele Brenner und Setzer. |           |
| 1951 ↑ | Maximilian Pflücke | Herausgeber und Chefredakteur des „Chemischen Zentralblattes“, Professor mit Lehrauftrag an der Humboldt-Universität Berlin | für seine Kenntnisse und Fähigkeiten auf dem Gebiet der naturwissenschaftlichen Dokumentation. Prof. Pflücke ist es gelungen, als Herausgeber des „Chemischen Zentralblattes“ im Akademie-Verlag ein Werk zu schaffen, das die alte Weltgeltung des ehemaligen auch von ihm herausgegebenen „Chemischen Zentralblattes“ wiedererlangt hat. Durch dieses Werk ist das Ansehen der deutschen chemischen Wissenschaft wieder in aller Welt erstanden. [Es] ist deshalb von so großer Bedeutung und Wichtigkeit, weil es mit Hilfe des „Chemischen Zentralblattes“ den Chemikern in Deutschland und in vielen anderen Ländern möglich ist, über sämtliche Publikationen chemischen Inhaltes der ganzen Welt orientiert zu sein. Das „Chemische Zentralblatt“ ist die einzige Zeitschrift auf diesem Gebiete, die sowohl in der Deutschen Demokratischen Republik als auch in Westdeutschland erscheint. Außerdem hat Prof. Pflücke mit der Herausgabe eines „Technischen Zentralblattes“ begonnen, ein Werk, das einmalig in der ganzen Welt ist. |           |
| 1951 ↑ | Kollektiv „Kurzspinnverfahren“ aus den VEB Kammgarnspinnerei Chemnitz und VEB Kammgarnspinnerei Gera                                               | Kollektiv „Kurzspinnverfahren“ aus den VEB Kammgarnspinnerei Chemnitz und VEB Kammgarnspinnerei Gera | für die erfolgreiche Entwicklung des Kurzspinnverfahrens. Das klassische Kammgarnspinnverfahren diente ausschließlich der Herstellung von Kammgarnen aus reiner Schafwolle. Auf Grund der Erfordernisse, die Selbstkosten zu senken, entwickelte das Kollektiv ein neues Kurzspinnverfahren für W-Zellwolle. Durch eingehende Untersuchungen und Berechnungen wurde der Weg des bisherigen Kammgarnspinnverfahrens von 14 Passagen auf 5 Passagen verkürzt. Diese entscheidende Verkürzung des Herstellungsprozesses bewirkt eine Senkung der Fertigungskosten von 41 Prozent, und die Rohstoffausnutzung wird um etwa 4 Prozent verbessert. Infolge der wenigeren Passagen ist eine geringere Beanspruchung der Faser zu verzeichnen. Das so erzeugte Gewebe ist wegen seiner besseren Griffigkeit kaum von einem echten Wollgewebe zu unterscheiden. |           |
| 1951 ↑ | Hans Müller | Betriebsleiter der Kammgarnspinnerei Chemnitz | für die erfolgreiche Entwicklung des Kurzspinnverfahrens. Das klassische Kammgarnspinnverfahren diente ausschließlich der Herstellung von Kammgarnen aus reiner Schafwolle. Auf Grund der Erfordernisse, die Selbstkosten zu senken, entwickelte das Kollektiv ein neues Kurzspinnverfahren für W-Zellwolle. Durch eingehende Untersuchungen und Berechnungen wurde der Weg des bisherigen Kammgarnspinnverfahrens von 14 Passagen auf 5 Passagen verkürzt. Diese entscheidende Verkürzung des Herstellungsprozesses bewirkt eine Senkung der Fertigungskosten von 41 Prozent, und die Rohstoffausnutzung wird um etwa 4 Prozent verbessert. Infolge der wenigeren Passagen ist eine geringere Beanspruchung der Faser zu verzeichnen. Das so erzeugte Gewebe ist wegen seiner besseren Griffigkeit kaum von einem echten Wollgewebe zu unterscheiden. |           |
| 1951 ↑ | Johannes Franke | Spinnereileiter der Kammgarnspinnerei Chemnitz | für die erfolgreiche Entwicklung des Kurzspinnverfahrens. Das klassische Kammgarnspinnverfahren diente ausschließlich der Herstellung von Kammgarnen aus reiner Schafwolle. Auf Grund der Erfordernisse, die Selbstkosten zu senken, entwickelte das Kollektiv ein neues Kurzspinnverfahren für W-Zellwolle. Durch eingehende Untersuchungen und Berechnungen wurde der Weg des bisherigen Kammgarnspinnverfahrens von 14 Passagen auf 5 Passagen verkürzt. Diese entscheidende Verkürzung des Herstellungsprozesses bewirkt eine Senkung der Fertigungskosten von 41 Prozent, und die Rohstoffausnutzung wird um etwa 4 Prozent verbessert. Infolge der wenigeren Passagen ist eine geringere Beanspruchung der Faser zu verzeichnen. Das so erzeugte Gewebe ist wegen seiner besseren Griffigkeit kaum von einem echten Wollgewebe zu unterscheiden. |           |
| 1951 ↑ | Hans-Dietrich Heinitz | Direktor der Kammgarnspinnerei Gera | für die erfolgreiche Entwicklung des Kurzspinnverfahrens. Das klassische Kammgarnspinnverfahren diente ausschließlich der Herstellung von Kammgarnen aus reiner Schafwolle. Auf Grund der Erfordernisse, die Selbstkosten zu senken, entwickelte das Kollektiv ein neues Kurzspinnverfahren für W-Zellwolle. Durch eingehende Untersuchungen und Berechnungen wurde der Weg des bisherigen Kammgarnspinnverfahrens von 14 Passagen auf 5 Passagen verkürzt. Diese entscheidende Verkürzung des Herstellungsprozesses bewirkt eine Senkung der Fertigungskosten von 41 Prozent, und die Rohstoffausnutzung wird um etwa 4 Prozent verbessert. Infolge der wenigeren Passagen ist eine geringere Beanspruchung der Faser zu verzeichnen. Das so erzeugte Gewebe ist wegen seiner besseren Griffigkeit kaum von einem echten Wollgewebe zu unterscheiden. |           |
| 1951 ↑ | Oscar Scheithauer | Spinnmeister und Gütekontrolleur der Kammgarnspinnerei Chemnitz | für die erfolgreiche Entwicklung des Kurzspinnverfahrens. Das klassische Kammgarnspinnverfahren diente ausschließlich der Herstellung von Kammgarnen aus reiner Schafwolle. Auf Grund der Erfordernisse, die Selbstkosten zu senken, entwickelte das Kollektiv ein neues Kurzspinnverfahren für W-Zellwolle. Durch eingehende Untersuchungen und Berechnungen wurde der Weg des bisherigen Kammgarnspinnverfahrens von 14 Passagen auf 5 Passagen verkürzt. Diese entscheidende Verkürzung des Herstellungsprozesses bewirkt eine Senkung der Fertigungskosten von 41 Prozent, und die Rohstoffausnutzung wird um etwa 4 Prozent verbessert. Infolge der wenigeren Passagen ist eine geringere Beanspruchung der Faser zu verzeichnen. Das so erzeugte Gewebe ist wegen seiner besseren Griffigkeit kaum von einem echten Wollgewebe zu unterscheiden. |           |
| 1951 ↑ | Kollektiv Lichtbogenzerspanung des Ernst-Thälmann-Werk, Magdeburg                                                                                  | Kollektiv Lichtbogenzerspanung des Ernst-Thälmann-Werk, Magdeburg | für die Entwicklung des Lichtbogendrehverfahrens. Das Kollektiv ist der Initiator der Schnellzerspanung unter Lichtbogenerwärmung. Dieses Verfahren ist eine neue bahnbrechende Arbeitsmethode, die erstmalig entwickelt wurde und praktisch dazu führte, daß die zu bearbeitenden in großer Anzahl anfallenden Mangan-Hartstahl-Gußteile in einem Viertel der bisher benötigten Arbeitszeit bearbeitet werden können. Diese neue Arbeitsmethode gestattet Leistungssteigerungen durch Erhöhung der Schnittgeschwindigkeit bis zu 800 Prozent. Durch diese Methode, die auch in vielen anderen Werken der Deutschen Demokratischen Republik angewandt werden kann, können der Volkswirtschaft erhebliche Mittel eingespart werden. |           |
| 1951 ↑ | Walter Grabe | Betriebsassistent | für die Entwicklung des Lichtbogendrehverfahrens. Das Kollektiv ist der Initiator der Schnellzerspanung unter Lichtbogenerwärmung. Dieses Verfahren ist eine neue bahnbrechende Arbeitsmethode, die erstmalig entwickelt wurde und praktisch dazu führte, daß die zu bearbeitenden in großer Anzahl anfallenden Mangan-Hartstahl-Gußteile in einem Viertel der bisher benötigten Arbeitszeit bearbeitet werden können. Diese neue Arbeitsmethode gestattet Leistungssteigerungen durch Erhöhung der Schnittgeschwindigkeit bis zu 800 Prozent. Durch diese Methode, die auch in vielen anderen Werken der Deutschen Demokratischen Republik angewandt werden kann, können der Volkswirtschaft erhebliche Mittel eingespart werden. |           |
| 1951 ↑ | Norman Mißbach | Instrukteur | für die Entwicklung des Lichtbogendrehverfahrens. Das Kollektiv ist der Initiator der Schnellzerspanung unter Lichtbogenerwärmung. Dieses Verfahren ist eine neue bahnbrechende Arbeitsmethode, die erstmalig entwickelt wurde und praktisch dazu führte, daß die zu bearbeitenden in großer Anzahl anfallenden Mangan-Hartstahl-Gußteile in einem Viertel der bisher benötigten Arbeitszeit bearbeitet werden können. Diese neue Arbeitsmethode gestattet Leistungssteigerungen durch Erhöhung der Schnittgeschwindigkeit bis zu 800 Prozent. Durch diese Methode, die auch in vielen anderen Werken der Deutschen Demokratischen Republik angewandt werden kann, können der Volkswirtschaft erhebliche Mittel eingespart werden. |           |
| 1951 ↑ | Carl Apel | Betriebstechniker | für die Entwicklung des Lichtbogendrehverfahrens. Das Kollektiv ist der Initiator der Schnellzerspanung unter Lichtbogenerwärmung. Dieses Verfahren ist eine neue bahnbrechende Arbeitsmethode, die erstmalig entwickelt wurde und praktisch dazu führte, daß die zu bearbeitenden in großer Anzahl anfallenden Mangan-Hartstahl-Gußteile in einem Viertel der bisher benötigten Arbeitszeit bearbeitet werden können. Diese neue Arbeitsmethode gestattet Leistungssteigerungen durch Erhöhung der Schnittgeschwindigkeit bis zu 800 Prozent. Durch diese Methode, die auch in vielen anderen Werken der Deutschen Demokratischen Republik angewandt werden kann, können der Volkswirtschaft erhebliche Mittel eingespart werden. |           |
| 1951 ↑ | Kollektiv Großdrehwerk – DWK10 aus Mitarbeitern von VVB WMW Siegmar-Schönau, VVB WMW-Büro, Dresden und Deutsche Niles-Werke, Berlin-Weißensee      | Kollektiv Großdrehwerk – DWK10 aus Mitarbeitern von VVB WMW Siegmar-Schönau, VVB WMW-Büro, Dresden und Deutsche Niles-Werke, Berlin-Weißensee | Die Konstruktion und die Fertigung des Großdrehwerkes durch das genannte Kollektiv stellt für den jungen Großwerkzeugmaschinenbau der Deutschen Demokratischen Republik eine Höchstleistung dar. Die Konstruktion basiert durch die Stahlbetonweise auf vollkommen neuen Prinzipien, wobei es sich hier um eine Karussell-Drehbank mit umgekehrter Arbeitsweise handelt. Dies in seiner Bauart erstmalige Drehwerk der Welt brachte außerdem bei seiner Herstellung eine Einsparung gegenüber der alten Bauweise von 40 Prozent Stahl. Mit der Herstellung dieses einzigartigen Drehwerkes hat nunmehr die Deutsche Demokratische Republik die Möglichkeit, den gesamten Export in Schwermaschinen zu steigern, da diese Karussell-Drehbank in der Lage ist, Stücke mit einem Durchmesser bis zu 10 m zu bearbeiten. |           |
| 1951 ↑ | Rudolf Vorbach | Chefingenieur-Konstrukteur | Die Konstruktion und die Fertigung des Großdrehwerkes durch das genannte Kollektiv stellt für den jungen Großwerkzeugmaschinenbau der Deutschen Demokratischen Republik eine Höchstleistung dar. Die Konstruktion basiert durch die Stahlbetonweise auf vollkommen neuen Prinzipien, wobei es sich hier um eine Karussell-Drehbank mit umgekehrter Arbeitsweise handelt. Dies in seiner Bauart erstmalige Drehwerk der Welt brachte außerdem bei seiner Herstellung eine Einsparung gegenüber der alten Bauweise von 40 Prozent Stahl. Mit der Herstellung dieses einzigartigen Drehwerkes hat nunmehr die Deutsche Demokratische Republik die Möglichkeit, den gesamten Export in Schwermaschinen zu steigern, da diese Karussell-Drehbank in der Lage ist, Stücke mit einem Durchmesser bis zu 10 m zu bearbeiten. |           |
| 1951 ↑ | Rudolf Kermes | Ingenieur in Siegmar-Schönau | Die Konstruktion und die Fertigung des Großdrehwerkes durch das genannte Kollektiv stellt für den jungen Großwerkzeugmaschinenbau der Deutschen Demokratischen Republik eine Höchstleistung dar. Die Konstruktion basiert durch die Stahlbetonweise auf vollkommen neuen Prinzipien, wobei es sich hier um eine Karussell-Drehbank mit umgekehrter Arbeitsweise handelt. Dies in seiner Bauart erstmalige Drehwerk der Welt brachte außerdem bei seiner Herstellung eine Einsparung gegenüber der alten Bauweise von 40 Prozent Stahl. Mit der Herstellung dieses einzigartigen Drehwerkes hat nunmehr die Deutsche Demokratische Republik die Möglichkeit, den gesamten Export in Schwermaschinen zu steigern, da diese Karussell-Drehbank in der Lage ist, Stücke mit einem Durchmesser bis zu 10 m zu bearbeiten. |           |
| 1951 ↑ | Georg Lottmann | Elektroingenieur in Dresden | Die Konstruktion und die Fertigung des Großdrehwerkes durch das genannte Kollektiv stellt für den jungen Großwerkzeugmaschinenbau der Deutschen Demokratischen Republik eine Höchstleistung dar. Die Konstruktion basiert durch die Stahlbetonweise auf vollkommen neuen Prinzipien, wobei es sich hier um eine Karussell-Drehbank mit umgekehrter Arbeitsweise handelt. Dies in seiner Bauart erstmalige Drehwerk der Welt brachte außerdem bei seiner Herstellung eine Einsparung gegenüber der alten Bauweise von 40 Prozent Stahl. Mit der Herstellung dieses einzigartigen Drehwerkes hat nunmehr die Deutsche Demokratische Republik die Möglichkeit, den gesamten Export in Schwermaschinen zu steigern, da diese Karussell-Drehbank in der Lage ist, Stücke mit einem Durchmesser bis zu 10 m zu bearbeiten. |           |
| 1951 ↑ | Alfons Jaskowski | Ingenieur in Berlin-Weißensee | Die Konstruktion und die Fertigung des Großdrehwerkes durch das genannte Kollektiv stellt für den jungen Großwerkzeugmaschinenbau der Deutschen Demokratischen Republik eine Höchstleistung dar. Die Konstruktion basiert durch die Stahlbetonweise auf vollkommen neuen Prinzipien, wobei es sich hier um eine Karussell-Drehbank mit umgekehrter Arbeitsweise handelt. Dies in seiner Bauart erstmalige Drehwerk der Welt brachte außerdem bei seiner Herstellung eine Einsparung gegenüber der alten Bauweise von 40 Prozent Stahl. Mit der Herstellung dieses einzigartigen Drehwerkes hat nunmehr die Deutsche Demokratische Republik die Möglichkeit, den gesamten Export in Schwermaschinen zu steigern, da diese Karussell-Drehbank in der Lage ist, Stücke mit einem Durchmesser bis zu 10 m zu bearbeiten. |           |
| 1951 ↑ | Julius Richter | Montagerichtmeister in Berlin-Weißensee | Die Konstruktion und die Fertigung des Großdrehwerkes durch das genannte Kollektiv stellt für den jungen Großwerkzeugmaschinenbau der Deutschen Demokratischen Republik eine Höchstleistung dar. Die Konstruktion basiert durch die Stahlbetonweise auf vollkommen neuen Prinzipien, wobei es sich hier um eine Karussell-Drehbank mit umgekehrter Arbeitsweise handelt. Dies in seiner Bauart erstmalige Drehwerk der Welt brachte außerdem bei seiner Herstellung eine Einsparung gegenüber der alten Bauweise von 40 Prozent Stahl. Mit der Herstellung dieses einzigartigen Drehwerkes hat nunmehr die Deutsche Demokratische Republik die Möglichkeit, den gesamten Export in Schwermaschinen zu steigern, da diese Karussell-Drehbank in der Lage ist, Stücke mit einem Durchmesser bis zu 10 m zu bearbeiten. |           |
| 1951 ↑ | Richard Müller | Chemiker, Chemische Fabrik v. Heyden, Dresden-Radebeul | für das Verfahren zur Herstellung von Silikonen. Das Hauptarbeitsgebiet von Dr. Müller ist gekennzeichnet durch jahrelange Forschungen auf dem Gebiet der metallorganischen Verbindungen, insbesondere auf dem Gebiet der silicium-organischen Verbindungen. Dr. Müller konnte kurz nach Beendigung des zweiten Weltkriegs unserer Volkswirtschaft betriebsreife Verfahren zugänglich machen. Dadurch war es möglich, innerhalb weniger Monate größere Mengen neuartiger Lacke für die Elektroindustrie, Öle und Schmierstoffe, Gummi und eine ganze Serie weiterer Erzeugnisse auf Silikon-Basis für die verschiedensten Industriezweige zur Verfügung zu stellen. Dr. Müller ist durch seine Arbeiten auf dem Gebiet der Silikone in der Fachliteratur des In- und Auslandes in den letzten Jahren sehr bekannt geworden. |           |
| 1951 ↑ | Hermann Klare | Chemiker, Werksleiter im Kunstfaserwerk „Wilhelm Pieck“, Schwarza/Thüringen | für die Entwicklung der vollsynthetischen Fasern. Dr. Klare hat sich als Chemiker im Kunstfaserwerk „Wilhelm Pieck“, Schwarza, auf dem Gebiet der Perlonseide hervorragende Verdienste erworben. Die Forschungsarbeiten von Dr. Klare haben dazu beigetragen, daß der Volkswirtschaft durch Exportaufträge wichtige Importrohstoffe zugeführt wurden. Alle von Dr. Klare ab 1946 bis 1951 eingereichten Erfindungen sind von großer volkswirtschaftlicher Bedeutung. Durch die Schaffung neuer Kapazitäten im Thüringer Kunstfaserwerk hat er als Leiter der Perlonabteilung und jetzt als Werkdirektor entscheidend zum erfolgreichen Anlaufen des Fünfjahrplanes beigetragen. |           |
| 1952 ↑ | Kollektiv | Kollektiv | für seine hervorragenden Leistungen als Initiator des Wettbewerbs um „Das rote Banner der Stalinallee“ für seine Leistungen zur Mechanisierung der Bauarbeiten und seine hervorragende Organisation der Baustellen |           |
| 1952 ↑ | Rudi Sandt | Maurer-Brigadier bei der Bau-Union Magdeburg | für seine hervorragenden Leistungen als Initiator des Wettbewerbs um „Das rote Banner der Stalinallee“ für seine Leistungen zur Mechanisierung der Bauarbeiten und seine hervorragende Organisation der Baustellen |           |
| 1952 ↑ | Walter Tille | Betriebsdirektor bei der Bau-Union Eisenach | für seine hervorragenden Leistungen als Initiator des Wettbewerbs um „Das rote Banner der Stalinallee“ für seine Leistungen zur Mechanisierung der Bauarbeiten und seine hervorragende Organisation der Baustellen |           |
| 1952 ↑ | Kollektiv „Hans Bleisch“ der Wismut AG, Johanngeorgenstadt                                                                                         | Kollektiv „Hans Bleisch“ der Wismut AG, Johanngeorgenstadt | für ihre großen Aktivistenleistungen im Erzbergbau in einer Jugendabbaubrigade |           |
| 1952 ↑ | Hans Bleisch | Häuerbrigadier | für ihre großen Aktivistenleistungen im Erzbergbau in einer Jugendabbaubrigade |           |
| 1952 ↑ | Eduard Acksteiner | Häuer | für ihre großen Aktivistenleistungen im Erzbergbau in einer Jugendabbaubrigade |           |
| 1952 ↑ | Harry Renner | Häuer | für ihre großen Aktivistenleistungen im Erzbergbau in einer Jugendabbaubrigade |           |
| 1952 ↑ | Stephan Glaser | Häuer | für ihre großen Aktivistenleistungen im Erzbergbau in einer Jugendabbaubrigade |           |
| 1952 ↑ | Hans Krauß | Zimmerling | für ihre großen Aktivistenleistungen im Erzbergbau in einer Jugendabbaubrigade |           |
| 1952 ↑ | Otto Gold | Technischer Direktor des Projektierungs- und Konstruktionsbüros „Kohle“, VEB der Kohle-Industrie Berlin-Weißensee, Vorsitzender des Arbeitsausschusses für „Tagebautechnik“ im Braunkohlenbergbau von der Kammer der Technik | für seine hervorragenden wissenschaftlichen Leistungen bei der Festlegung der optimalen Betriebsgröße und Gerätegröße im Braunkohlentagebau |           |
| 1952 ↑ | Anton Lissner | Professor mit Lehrstuhl, Freiberg, Direktor des Instituts für anorganische Chemie und für chemische Kohleveredelung an der Bergakademie Freiberg | für seine erfolgreiche Forschungsarbeit über salzhaltige Braunkohle und das von ihm entwickelte Verfahren zur chemischen Aufbereitung |           |
| 1952 ↑ | Franz Hein | Professor für anorganische Chemie und Direktor des Instituts für anorganische Chemie an der Universität Jena, Mitglied der Sächsischen Akademie der Wissenschaften | für seine bedeutenden wissenschaftlichen Arbeiten auf dem Gebiet der Komplex- und metallorganischen Verbindungen, insbesondere für seine Monographie „Chemische Koordinationslehre“ |           |
| 1952 ↑ | Fritz Deubel | Direktor des Geologisch-Paläontologischen Instituts der Universität Jena, Professor mit Lehrstuhl für Geologie an der Humboldt-Universität zu Berlin | für seine hervorragenden wissenschaftlichen Verdienste um die Neuerschließung von Erzvorkommen und bei der Erforschung der Geologie von Thüringen, die ihn zu einem der bedeutendsten Geologen Europas machten |           |
| 1952 ↑ | Mitarbeiter und Aktivisten im VEB Transformatoren- und Röntgenwerk Dresden                                                                         | Mitarbeiter und Aktivisten im VEB Transformatoren- und Röntgenwerk Dresden | für ihre Initiative bei der Entwicklung der Rationalisatoren- und Erfinderbewegung |           |
| 1952 ↑ | Rudi Rubbel | Maschinenarbeiter | für ihre Initiative bei der Entwicklung der Rationalisatoren- und Erfinderbewegung |           |
| 1952 ↑ | Siegfried Naumann | Elektroschweißer und Schlosser | für ihre Initiative bei der Entwicklung der Rationalisatoren- und Erfinderbewegung |           |
| 1952 ↑ | Kollektiv Sachsenwerk im Elektromaschinenbau Sachsenwerk, Dresden-Niedersedlitz, Staatliche Aktiengesellschaft der Industrie „Kabel“               | Kollektiv Sachsenwerk im Elektromaschinenbau Sachsenwerk, Dresden-Niedersedlitz, Staatliche Aktiengesellschaft der Industrie „Kabel“ | für die hervorragenden Leistungen des Kollektivs bei der Konstruktion und Fertigung der ersten in der Deutschen Demokratischen Republik hergestellten Walzenzugmotoren größten Ausmaßes, wodurch die Friedenswirtschaft maßgeblich gestärkt und ein beachtlicher Beitrag zur Entwicklung der Technik gegeben wurde. |           |
| 1952 ↑ | Walter Mönnig | Chefkonstrukteur | für die hervorragenden Leistungen des Kollektivs bei der Konstruktion und Fertigung der ersten in der Deutschen Demokratischen Republik hergestellten Walzenzugmotoren größten Ausmaßes, wodurch die Friedenswirtschaft maßgeblich gestärkt und ein beachtlicher Beitrag zur Entwicklung der Technik gegeben wurde. |           |
| 1952 ↑ | Franz Lösel | Konstrukteur | für die hervorragenden Leistungen des Kollektivs bei der Konstruktion und Fertigung der ersten in der Deutschen Demokratischen Republik hergestellten Walzenzugmotoren größten Ausmaßes, wodurch die Friedenswirtschaft maßgeblich gestärkt und ein beachtlicher Beitrag zur Entwicklung der Technik gegeben wurde. |           |
| 1952 ↑ | Heinz Noack | Werkleiter | für die hervorragenden Leistungen des Kollektivs bei der Konstruktion und Fertigung der ersten in der Deutschen Demokratischen Republik hergestellten Walzenzugmotoren größten Ausmaßes, wodurch die Friedenswirtschaft maßgeblich gestärkt und ein beachtlicher Beitrag zur Entwicklung der Technik gegeben wurde. |           |
| 1952 ↑ | Oskar Winkler | Obermeister | für die hervorragenden Leistungen des Kollektivs bei der Konstruktion und Fertigung der ersten in der Deutschen Demokratischen Republik hergestellten Walzenzugmotoren größten Ausmaßes, wodurch die Friedenswirtschaft maßgeblich gestärkt und ein beachtlicher Beitrag zur Entwicklung der Technik gegeben wurde. |           |
| 1952 ↑ | Wolfgang Küntscher | Technischer Direktor des Stahl- und Walzwerkes „Wilhelm Florin“, VEB Hennigsdorf | für seine hervorragenden Verdienste um die Entwicklung eines Verfahrens zur Herstellung eines neuen Qualitätsstahls und sein im Jahre 1951 erschienenes Buch über „Technische Baustähle“ |           |
| 1952 ↑ | Albert Schreiner | Abteilungsdirektor im Museum für deutsche Geschichte, Berlin-Karlshorst | für seine wissenschaftlichen Arbeiten zur deutschen Geschichte und insbesondere sein Werk „Zur Geschichte der deutschen Außenpolitik 1871–1945“ |           |
| 1952 ↑ | Enno Heidebroek | Ord. Professor an der Technischen Hochschule Dresden, Mitglied der Sächsischen Akademie der Wissenschaften | für seine international anerkannten Arbeiten auf dem Gebiet der Lagertechnik und insbesondere für seine „Richtlinien für den Austausch von Wälzlagern gegen Gleitlager“ |           |
| 1952 ↑ | Ernst Augustin | Oberingenieur und Technischer Leiter des Fernsehzentrums Berlin des demokratischen Rundfunks, Blankenfelde, Kreis Teltow | für seine großen, auf eigenen schöpferischen Ideen beruhenden Leistungen beim Aufbau des Fernsehzentrums Berlin |           |
| 1952 ↑ | Peter Holtz | Ord. Professor für Pharmakologie an der Universität Rostock, Direktor des Pharmakologischen Instituts an der Universität Rostock | für seine wissenschaftlichen Arbeiten über den Chemismus der blutdrucksteigernden Stoffe der Nebenniere |           |
| 1952 ↑ | Kollektiv Werkstoff im EK Bitterfeld | Kollektiv Werkstoff im EK Bitterfeld | für die Entwicklung neuer säure- und alkalifester Werkstoffe für den chemischen Apparatebau |           |
| 1952 ↑ | Walter Heyder | Hauptdirektor | für die Entwicklung neuer säure- und alkalifester Werkstoffe für den chemischen Apparatebau |           |
| 1952 ↑ | Wilhelm Springmann | Chemiker | für die Entwicklung neuer säure- und alkalifester Werkstoffe für den chemischen Apparatebau |           |
| 1952 ↑ | Alfred Bopp | Chemiker | für die Entwicklung neuer säure- und alkalifester Werkstoffe für den chemischen Apparatebau |           |
| 1952 ↑ | Otto Scheibe | Betriebsleiter im EK Bitterfeld/Muldenstein | für die Entwicklung neuer säure- und alkalifester Werkstoffe für den chemischen Apparatebau |           |
| 1953 ↑ | Kollektiv aus SKTB II in Dresden und SKTB III in Karl-Marx-Stadt der SAG Transmasch                                                                | Kollektiv aus SKTB II in Dresden und SKTB III in Karl-Marx-Stadt der SAG Transmasch | für den Anteil an der Konstruktion einer Teilradfräsmaschine, durch die dem Werkzeugmaschinenbau und der Präzisionsmechanik neue Entwicklungsmöglichkeiten für die Steigerung der Genauigkeit eröffnet werden |           |
| 1953 ↑ | Kurt Gläser | Konstruktionschef im SKTB III | für den Anteil an der Konstruktion einer Teilradfräsmaschine, durch die dem Werkzeugmaschinenbau und der Präzisionsmechanik neue Entwicklungsmöglichkeiten für die Steigerung der Genauigkeit eröffnet werden |           |
| 1953 ↑ | Fritz Krause | Chefkonstrukteur im SKTB III | für den Anteil an der Konstruktion einer Teilradfräsmaschine, durch die dem Werkzeugmaschinenbau und der Präzisionsmechanik neue Entwicklungsmöglichkeiten für die Steigerung der Genauigkeit eröffnet werden |           |
| 1953 ↑ | Kurt Beck | Hauptingenieur und techn. Direktor im SKTB II | für den Anteil an der Konstruktion einer Teilradfräsmaschine, durch die dem Werkzeugmaschinenbau und der Präzisionsmechanik neue Entwicklungsmöglichkeiten für die Steigerung der Genauigkeit eröffnet werden |           |
| 1953 ↑ | Paul Förster | Obermeister im SKTB III | für den Anteil an der Konstruktion einer Teilradfräsmaschine, durch die dem Werkzeugmaschinenbau und der Präzisionsmechanik neue Entwicklungsmöglichkeiten für die Steigerung der Genauigkeit eröffnet werden |           |
| 1953 ↑ | Franz Herder | Hauptingenieur und techn. Direktor im SKTB II | für den Anteil an der Konstruktion einer Teilradfräsmaschine, durch die dem Werkzeugmaschinenbau und der Präzisionsmechanik neue Entwicklungsmöglichkeiten für die Steigerung der Genauigkeit eröffnet werden |           |
| 1953 ↑ | Kollektiv der LPG „Florian Geyer“ Aschersleben | Kollektiv der LPG „Florian Geyer“ Aschersleben | für die Anwendung neuer Anbau- und Arbeitsmethoden, die zu einer bedeutenden Steigerung des Bodenertrages sowie der Arbeitsproduktivität führten und zu einem Vorbild für die Landwirtschaftlichen Produktionsgenossenschaften der Deutschen Demokratischen Republik wurden |           |
| 1953 ↑ | Christian Schröder | LPG-Vorsitzender | für die Anwendung neuer Anbau- und Arbeitsmethoden, die zu einer bedeutenden Steigerung des Bodenertrages sowie der Arbeitsproduktivität führten und zu einem Vorbild für die Landwirtschaftlichen Produktionsgenossenschaften der Deutschen Demokratischen Republik wurden |           |
| 1953 ↑ | Gustav Nicks | stellv. Vorsitzender | für die Anwendung neuer Anbau- und Arbeitsmethoden, die zu einer bedeutenden Steigerung des Bodenertrages sowie der Arbeitsproduktivität führten und zu einem Vorbild für die Landwirtschaftlichen Produktionsgenossenschaften der Deutschen Demokratischen Republik wurden |           |
| 1953 ↑ | Kurt Stoischeck | Vorstandsmitglied für Außenwirtschaft | für die Anwendung neuer Anbau- und Arbeitsmethoden, die zu einer bedeutenden Steigerung des Bodenertrages sowie der Arbeitsproduktivität führten und zu einem Vorbild für die Landwirtschaftlichen Produktionsgenossenschaften der Deutschen Demokratischen Republik wurden |           |
| 1953 ↑ | Dietrich Gennat | Verbindungsmann zur MTS Aschersleben | für die Anwendung neuer Anbau- und Arbeitsmethoden, die zu einer bedeutenden Steigerung des Bodenertrages sowie der Arbeitsproduktivität führten und zu einem Vorbild für die Landwirtschaftlichen Produktionsgenossenschaften der Deutschen Demokratischen Republik wurden |           |
| 1953 ↑ | Paul Baumann | Betriebsparteisekretär | für die Anwendung neuer Anbau- und Arbeitsmethoden, die zu einer bedeutenden Steigerung des Bodenertrages sowie der Arbeitsproduktivität führten und zu einem Vorbild für die Landwirtschaftlichen Produktionsgenossenschaften der Deutschen Demokratischen Republik wurden |           |
| 1953 ↑ | Heinz Falke | Buchhalter der LPG | für die Anwendung neuer Anbau- und Arbeitsmethoden, die zu einer bedeutenden Steigerung des Bodenertrages sowie der Arbeitsproduktivität führten und zu einem Vorbild für die Landwirtschaftlichen Produktionsgenossenschaften der Deutschen Demokratischen Republik wurden |           |
| 1953 ↑ | Georg Berndt | Direktor des Instituts für Meßtechnik und wissenschaftliche Grundlagen des Austausches an der Technischen Hochschule Dresden | für seine wissenschaftliche Pionierarbeit auf dem Gebiet der Meßtechnik |           |
| 1953 ↑ | Kollektiv des VEB Berliner Glühlampenwerk | Kollektiv des VEB Berliner Glühlampenwerk | für den hervorragenden Anteil an der Entwicklung und der Fertigung von Infrarot-Strahlern aus heimischen Rohstoffen, die die Anwendung der Infrarot-Technik in der Industrie der Deutschen Demokratischen Republik in großem Umfange ermöglichte |           |
| 1953 ↑ | Rudolf Borchert | Technischer Leiter | für den hervorragenden Anteil an der Entwicklung und der Fertigung von Infrarot-Strahlern aus heimischen Rohstoffen, die die Anwendung der Infrarot-Technik in der Industrie der Deutschen Demokratischen Republik in großem Umfange ermöglichte |           |
| 1953 ↑ | Werner Jubitz | Technischer Physiker | für den hervorragenden Anteil an der Entwicklung und der Fertigung von Infrarot-Strahlern aus heimischen Rohstoffen, die die Anwendung der Infrarot-Technik in der Industrie der Deutschen Demokratischen Republik in großem Umfange ermöglichte |           |
| 1953 ↑ | Erich Grunau | Unterwerkleiter | für den hervorragenden Anteil an der Entwicklung und der Fertigung von Infrarot-Strahlern aus heimischen Rohstoffen, die die Anwendung der Infrarot-Technik in der Industrie der Deutschen Demokratischen Republik in großem Umfange ermöglichte |           |
| 1953 ↑ | Walter Geyer | Oberingenieur | für den hervorragenden Anteil an der Entwicklung und der Fertigung von Infrarot-Strahlern aus heimischen Rohstoffen, die die Anwendung der Infrarot-Technik in der Industrie der Deutschen Demokratischen Republik in großem Umfange ermöglichte |           |
| 1953 ↑ | Johannes Goedecke | Oberingenieur. Verdienter Erfinder, Leiter des Konstruktionsbüros Baggerbau, Schwermaschinenbau „Karl Liebknecht“ Magdeburg | für die Konstruktion von Großgeräten für den Braunkohlenbergbau |           |
| 1953 ↑ | Viktor Goerttler | Professor mit Lehrstuhl für Tierheilkunde an der math.-naturwiss. Fakultät, Prodekan der math.-naturwiss. Fakultät, Direktor der Veterinäranstalt, Jena | für erfolgreiche Arbeiten zur Bekämpfung der Fortpflanzungsstörungen bei landwirtschaftlichen Nutztieren |           |
| 1953 ↑ | Ernst Heller | Facharzt für Chirurgie, emeritierter Professor der Karl-Marx-Universität Leipzig | für seine hervorragenden Verdienste auf dem Gebiet der Chirurgie, insbesondere auf dem Gebiet der Pleuraspätembyembehandlung und der operativen Behandlung des Cardiospasmus |           |
| 1953 ↑ | Kollektiv | Kollektiv | für hervorragende Arbeiten bei der Errichtung und Leitung der Vorderasiatischen Abteilung und der Ägyptologischen Abteilung der Staatlichen Museen in Berlin |           |
| 1953 ↑ | Gerhard Meyer | Direktor der Vorderasiatischen Abteilung der Staatlichen Museen zu Berlin | für hervorragende Arbeiten bei der Errichtung und Leitung der Vorderasiatischen Abteilung und der Ägyptologischen Abteilung der Staatlichen Museen in Berlin |           |
| 1953 ↑ | Siegfried Morenz | Leiter der Ägyptologischen Abteilung der Staatlichen Museen zu Berlin | für hervorragende Arbeiten bei der Errichtung und Leitung der Vorderasiatischen Abteilung und der Ägyptologischen Abteilung der Staatlichen Museen in Berlin |           |
| 1953 ↑ | Johannes Kathe | Direktor des Hygiene-Institutes Rostock | für seine hervorragenden Arbeiten auf dem Gebiet der Bakteriologie und Hygiene, insbesondere für die durch ihn erarbeiteten Prüfverfahren von Heilmitteln und Schutzimpfstoffen |           |
| 1953 ↑ | Friedrich Möglich | Direktor des Instituts für theoretische Physik der Humboldt-Universität Berlin, Direktor des Instituts für Festkörperforschung Berlin-Buch, Professor mit Lehrstuhl | für seine wissenschaftlichen Arbeiten, die dazu beitrugen, die Quantentheorie für das Gebiet der Festkörperphysik nutzbar zu machen |           |
| 1953 ↑ | Albrecht Peiper | Direktor der Universitäts-Kinderklinik Leipzig, Ordinarius für Kinderheilkunde | für seine wissenschaftlichen Arbeiten auf dem Gebiet der Physiologie und Patho-Physiologie des Säuglings, insbesondere der Frühgeburten, die dazu beitrugen, die Säuglingssterblichkeit zu senken |           |
| 1953 ↑ | Asmus Petersen | Direktor des Instituts für Landwirtschaftliche Betriebslehre, Professor mit Lehrstuhl für Landwirtschaftliche Betriebslehre an der Universität Rostock | für seine wissenschaftlichen Arbeiten auf dem Gebiet der landwirtschaftlichen Taxation, Bodenschätzung und der Gräser- und Kleearten |           |
| 1953 ↑ | Kurt Säuberlich | Forschungsstelle der Maxhütte Unterwellenborn, Krölpa | für seine Forschungsarbeiten und Erfolge auf dem Gebiet der Verhüttung eisenarmer und saurer Erze sowie der Erz-Kohle-Brikettierung |           |
| 1953 ↑ | Max Schneider | Direktor des Zoologischen Gartens Leipzig | für seine hervorragenden Leistungen auf dem Gebiet der Tierpsychologie und für seine großen Verdienste um den Leipziger Zoologischen Garten, insbesondere um die Raubtierzucht |           |
| 1953 ↑ | Arthur Simon | Professor mit Lehrstuhl an der Technischen Hochschule Dresden | für seine hervorragenden Arbeiten auf dem Gebiet der anorganischen Chemie, insbesondere der Raman-Spektroskopie, die es ermöglicht, die Struktur komplizierter anorganischer Verbindungen zu klären |           |
| 1953 ↑ | Hans Helmuth Wundsch | Direktor des Instituts für Fischerei der Deutschen Akademie der Landwirtschaftswissenschaften Berlin-Friedrichshagen, Hochschullehrer | für seine verdienstvolle Erarbeitung wissenschaftlicher Grundlagen in der Fischereipraxis und für die von ihm entwickelten Methoden zur Erforschung der Fischgewässer |           |
| 1954 ↑ | Kollektiv | Kollektiv | für die Verbesserung der Arbeitsorganisation in der Bauindustrie der Deutschen Demokratischen Republik und die dadurch erzielte Produktionssteigerung und Kostensenkung, die ein Beispiel für die gesamte Bauindustrie der Deutschen Demokratischen Republik wurden |           |
| 1954 ↑ | Heinrich Görlich | zweifacher Aktivist, Maurerbrigadier | für die Verbesserung der Arbeitsorganisation in der Bauindustrie der Deutschen Demokratischen Republik und die dadurch erzielte Produktionssteigerung und Kostensenkung, die ein Beispiel für die gesamte Bauindustrie der Deutschen Demokratischen Republik wurden |           |
| 1954 ↑ | Willi Hopke | Verdienter Aktivist, Oberpolier | für die Verbesserung der Arbeitsorganisation in der Bauindustrie der Deutschen Demokratischen Republik und die dadurch erzielte Produktionssteigerung und Kostensenkung, die ein Beispiel für die gesamte Bauindustrie der Deutschen Demokratischen Republik wurden |           |
| 1954 ↑ | Alfred Pröhl | zweifacher Aktivist, Bauleiter | für die Verbesserung der Arbeitsorganisation in der Bauindustrie der Deutschen Demokratischen Republik und die dadurch erzielte Produktionssteigerung und Kostensenkung, die ein Beispiel für die gesamte Bauindustrie der Deutschen Demokratischen Republik wurden |           |
| 1954 ↑ | Kollektiv Dr. Winkler; Mitarbeiter des VEB Kunstseidenwerks Premnitz und des VEB Konstruktion und Entwicklung für Textilmaschinen, Karl-Marx-Stadt | Kollektiv Dr. Winkler; Mitarbeiter des VEB Kunstseidenwerks Premnitz und des VEB Konstruktion und Entwicklung für Textilmaschinen, Karl-Marx-Stadt | für die Entwicklung und Konstruktion einer neuen halbkontinuierlichen Kunstseidenspinnmaschine, deren inzwischen erfolgte Übernahme in die Großproduktion eine wesentliche Erhöhung der Erzeugung von Kunstseide sowohl quantitativ als auch qualitativ ermöglichte |           |
| 1954 ↑ | Werner Winkler | | für die Entwicklung und Konstruktion einer neuen halbkontinuierlichen Kunstseidenspinnmaschine, deren inzwischen erfolgte Übernahme in die Großproduktion eine wesentliche Erhöhung der Erzeugung von Kunstseide sowohl quantitativ als auch qualitativ ermöglichte |           |
| 1954 ↑ | Artur Wilke | | für die Entwicklung und Konstruktion einer neuen halbkontinuierlichen Kunstseidenspinnmaschine, deren inzwischen erfolgte Übernahme in die Großproduktion eine wesentliche Erhöhung der Erzeugung von Kunstseide sowohl quantitativ als auch qualitativ ermöglichte |           |
| 1954 ↑ | Vinzenz Nagel | | für die Entwicklung und Konstruktion einer neuen halbkontinuierlichen Kunstseidenspinnmaschine, deren inzwischen erfolgte Übernahme in die Großproduktion eine wesentliche Erhöhung der Erzeugung von Kunstseide sowohl quantitativ als auch qualitativ ermöglichte |           |
| 1954 ↑ | Heinrich Fischer | | für die Entwicklung und Konstruktion einer neuen halbkontinuierlichen Kunstseidenspinnmaschine, deren inzwischen erfolgte Übernahme in die Großproduktion eine wesentliche Erhöhung der Erzeugung von Kunstseide sowohl quantitativ als auch qualitativ ermöglichte |           |
| 1954 ↑ | Alfred Schubert | | für die Entwicklung und Konstruktion einer neuen halbkontinuierlichen Kunstseidenspinnmaschine, deren inzwischen erfolgte Übernahme in die Großproduktion eine wesentliche Erhöhung der Erzeugung von Kunstseide sowohl quantitativ als auch qualitativ ermöglichte |           |
| 1954 ↑ | Gerhard Doms | | für die Entwicklung und Konstruktion einer neuen halbkontinuierlichen Kunstseidenspinnmaschine, deren inzwischen erfolgte Übernahme in die Großproduktion eine wesentliche Erhöhung der Erzeugung von Kunstseide sowohl quantitativ als auch qualitativ ermöglichte |           |
| 1954 ↑ | Kollektiv LPG „Friedrich Engels“ in Schafstädt | Kollektiv LPG „Friedrich Engels“ in Schafstädt | für die hervorragende Arbeitsorganisation auf der Grundlage des Leistungsprinzips und der Aktivisten- und Neuererbewegung, mit der eine beispielgebende Produktionssteigerung in der LPG erreicht wurde |           |
| 1954 ↑ | Wilhelm Paisoni | | für die hervorragende Arbeitsorganisation auf der Grundlage des Leistungsprinzips und der Aktivisten- und Neuererbewegung, mit der eine beispielgebende Produktionssteigerung in der LPG erreicht wurde |           |
| 1954 ↑ | Max Brömel | | für die hervorragende Arbeitsorganisation auf der Grundlage des Leistungsprinzips und der Aktivisten- und Neuererbewegung, mit der eine beispielgebende Produktionssteigerung in der LPG erreicht wurde |           |
| 1954 ↑ | Paul Böhme | | für die hervorragende Arbeitsorganisation auf der Grundlage des Leistungsprinzips und der Aktivisten- und Neuererbewegung, mit der eine beispielgebende Produktionssteigerung in der LPG erreicht wurde |           |
| 1954 ↑ | Georg Pallaske | Professor mit Lehrstuhl für Allgemeine Pathologie und Pathologische Anatomie der Tiere an der Karl-Marx-Universität Leipzig | für seine hervorragenden wissenschaftlichen Arbeiten auf dem Gebiet der Veterinär-Pathologie, insbesondere der Anatomie der Haustiere |           |
| 1954 ↑ | Kollektiv Ing. Ernst Kammeier im Kraftwerk des Elektrochemischen Kombinats Bitterfeld                                                              | Kollektiv Ing. Ernst Kammeier im Kraftwerk des Elektrochemischen Kombinats Bitterfeld | für die Entwicklung eines Verfahrens zur Reinigung und Sauberhaltung von Kondensatorenrohren, durch dessen Anwendung eine wesentliche Steigerung der Stromerzeugung und damit eine bedeutsame Erleichterung auf dem Gebiet der elektrischen Energiewirtschaft erreicht wurde |           |
| 1954 ↑ | Ernst Kammeier | | für die Entwicklung eines Verfahrens zur Reinigung und Sauberhaltung von Kondensatorenrohren, durch dessen Anwendung eine wesentliche Steigerung der Stromerzeugung und damit eine bedeutsame Erleichterung auf dem Gebiet der elektrischen Energiewirtschaft erreicht wurde |           |
| 1954 ↑ | Wolfgang Berger | | für die Entwicklung eines Verfahrens zur Reinigung und Sauberhaltung von Kondensatorenrohren, durch dessen Anwendung eine wesentliche Steigerung der Stromerzeugung und damit eine bedeutsame Erleichterung auf dem Gebiet der elektrischen Energiewirtschaft erreicht wurde |           |
| 1954 ↑ | Paul Absch | | für die Entwicklung eines Verfahrens zur Reinigung und Sauberhaltung von Kondensatorenrohren, durch dessen Anwendung eine wesentliche Steigerung der Stromerzeugung und damit eine bedeutsame Erleichterung auf dem Gebiet der elektrischen Energiewirtschaft erreicht wurde |           |
| 1954 ↑ | Kollektiv „Steinkohlenbergbau“ | Kollektiv „Steinkohlenbergbau“ | für die vorbildlichen Leistungen im Gesteinsstreckenvortrieb, die zu einer beachtlichen Leistungssteigerung im Steinkohlen- und Erzbergbau führten |           |
| 1954 ↑ | Gustav Hübner | | für die vorbildlichen Leistungen im Gesteinsstreckenvortrieb, die zu einer beachtlichen Leistungssteigerung im Steinkohlen- und Erzbergbau führten |           |
| 1954 ↑ | Willi John | | für die vorbildlichen Leistungen im Gesteinsstreckenvortrieb, die zu einer beachtlichen Leistungssteigerung im Steinkohlen- und Erzbergbau führten |           |
| 1954 ↑ | Hans Seidel | | für die vorbildlichen Leistungen im Gesteinsstreckenvortrieb, die zu einer beachtlichen Leistungssteigerung im Steinkohlen- und Erzbergbau führten |           |
| 1954 ↑ | Heinz Löbig | | für die vorbildlichen Leistungen im Gesteinsstreckenvortrieb, die zu einer beachtlichen Leistungssteigerung im Steinkohlen- und Erzbergbau führten |           |
| 1954 ↑ | Wilhelm Treibs | Ordentl. Mitglied der Deutschen Akademie der Wissenschaften zu Berlin, Ordinarius für Organische Chemie an der Humboldt-Universität zu Berlin | für seine grundlegenden Experimentalarbeiten auf dem Gebiet der präparativen organischen Chemie, besonders dem der Azulene |           |
| 1954 ↑ | Heinrich Mauersberger | Spezialkonstrukteur im VEB Konstruktion und Entwicklung für Textilmaschinen, Karl-Marx-Stadt | für die Entwicklung und Konstruktion einer Faserpelzkettenstichmaschine, die die Technologie der Stoffproduktion grundsätzlich verändert und eine erhebliche Steigerung der Arbeitsproduktivität herbeiführt |           |
| 1954 ↑ | Josef Stanek | Held der Arbeit, Aktivist, Direktor im VEB EFEM, Berlin-Oberschöneweide | für seine hervorragenden Leistungen auf dem Gebiete der Entwicklung elektrischer Präzisionsmeßgeräte |           |
| 1954 ↑ | Kollektiv der LPG „Werben“, Kreis Leipzig-Land | Kollektiv der LPG „Werben“, Kreis Leipzig-Land | für die hervorragende Arbeitsorganisation auf der Grundlage des Leistungsprinzips und der Aktivisten- und Neuerer-Bewegung, mit der eine beispielgebende Produktionssteigerung in der LPG erreicht wurde |           |
| 1954 ↑ | Walter Fischer | Vorsitzender | für die hervorragende Arbeitsorganisation auf der Grundlage des Leistungsprinzips und der Aktivisten- und Neuerer-Bewegung, mit der eine beispielgebende Produktionssteigerung in der LPG erreicht wurde |           |
| 1954 ↑ | Martin Eisler | Brigadier | für die hervorragende Arbeitsorganisation auf der Grundlage des Leistungsprinzips und der Aktivisten- und Neuerer-Bewegung, mit der eine beispielgebende Produktionssteigerung in der LPG erreicht wurde |           |
| 1954 ↑ | Willy Hell | Viehzucht-Brigadier | für die hervorragende Arbeitsorganisation auf der Grundlage des Leistungsprinzips und der Aktivisten- und Neuerer-Bewegung, mit der eine beispielgebende Produktionssteigerung in der LPG erreicht wurde |           |
| 1954 ↑ | Paul Harnisch | Brigadier | für die hervorragende Arbeitsorganisation auf der Grundlage des Leistungsprinzips und der Aktivisten- und Neuerer-Bewegung, mit der eine beispielgebende Produktionssteigerung in der LPG erreicht wurde |           |
| 1954 ↑ | MTS Apolda-Heusdorf, Kreis Apolda | MTS Apolda-Heusdorf, Kreis Apolda | für die Einführung der Vollmechanisierung und die hervorragende Arbeitsorganisation auf der Grundlage des Zwei-Schichten-Systems und der Durchsetzung der Brigade-Ordnung, mit der eine beispielgebende Planübererfüllung erreicht wurde |           |
| 1954 ↑ | Jochen Skarlett | | für die Einführung der Vollmechanisierung und die hervorragende Arbeitsorganisation auf der Grundlage des Zwei-Schichten-Systems und der Durchsetzung der Brigade-Ordnung, mit der eine beispielgebende Planübererfüllung erreicht wurde |           |
| 1954 ↑ | Ewald Nohle | | für die Einführung der Vollmechanisierung und die hervorragende Arbeitsorganisation auf der Grundlage des Zwei-Schichten-Systems und der Durchsetzung der Brigade-Ordnung, mit der eine beispielgebende Planübererfüllung erreicht wurde |           |
| 1954 ↑ | Dieter Wiehmer | | für die Einführung der Vollmechanisierung und die hervorragende Arbeitsorganisation auf der Grundlage des Zwei-Schichten-Systems und der Durchsetzung der Brigade-Ordnung, mit der eine beispielgebende Planübererfüllung erreicht wurde |           |
| 1954 ↑ | Wolfgang Hahn | | für die Einführung der Vollmechanisierung und die hervorragende Arbeitsorganisation auf der Grundlage des Zwei-Schichten-Systems und der Durchsetzung der Brigade-Ordnung, mit der eine beispielgebende Planübererfüllung erreicht wurde |           |
| 1954 ↑ | Kollektiv „Kühlzug“ aus Mitarbeitern des VEB Waggonbau, Dessau und VEB Konstruktion und Entwicklung, Karl-Marx-Stadt                               | Kollektiv „Kühlzug“ aus Mitarbeitern des VEB Waggonbau, Dessau und VEB Konstruktion und Entwicklung, Karl-Marx-Stadt | für die Entwicklung und den Bau von Kühlzügen, die dem neuesten Stand der Kühl- und Regeltechnik entsprechen und eine wesentliche Steigerung unseres Exports ermöglichten |           |
| 1954 ↑ | Fritz Behrendt | | für die Entwicklung und den Bau von Kühlzügen, die dem neuesten Stand der Kühl- und Regeltechnik entsprechen und eine wesentliche Steigerung unseres Exports ermöglichten |           |
| 1954 ↑ | Walter Kahmann | | für die Entwicklung und den Bau von Kühlzügen, die dem neuesten Stand der Kühl- und Regeltechnik entsprechen und eine wesentliche Steigerung unseres Exports ermöglichten |           |
| 1954 ↑ | Wolfgang Herrmann | | für die Entwicklung und den Bau von Kühlzügen, die dem neuesten Stand der Kühl- und Regeltechnik entsprechen und eine wesentliche Steigerung unseres Exports ermöglichten |           |
| 1954 ↑ | Kollektiv „Vollautomatische Taktstraße“ | Kollektiv „Vollautomatische Taktstraße“ | für die Schaffung der ersten vollautomatischen Taktstraße für spanabhebende Bearbeitung in der Deutschen Demokratischen Republik |           |
| 1954 ↑ | Werner Lang | | für die Schaffung der ersten vollautomatischen Taktstraße für spanabhebende Bearbeitung in der Deutschen Demokratischen Republik |           |
| 1954 ↑ | Walter Müller | | für die Schaffung der ersten vollautomatischen Taktstraße für spanabhebende Bearbeitung in der Deutschen Demokratischen Republik |           |
| 1954 ↑ | Paul Bauer | | für die Schaffung der ersten vollautomatischen Taktstraße für spanabhebende Bearbeitung in der Deutschen Demokratischen Republik |           |
| 1954 ↑ | Hans Höfer | Werkleiter | für die Schaffung der ersten vollautomatischen Taktstraße für spanabhebende Bearbeitung in der Deutschen Demokratischen Republik |           |
| 1954 ↑ | Kurt Perdusz | Chefkonstrukteur | für die Schaffung der ersten vollautomatischen Taktstraße für spanabhebende Bearbeitung in der Deutschen Demokratischen Republik |           |
| 1955 ↑ | Hans Falkenhagen | Professor mit Lehrstuhl für theoretische Physik an der Universität Rostock | für seine hervorragenden Arbeiten auf dem Gebiet der Elektrolytforschung, welche über die Elektrochemie hinaus von größter Bedeutung sind |           |
| 1955 ↑ | Karl Foerster | Pflanzenzüchter, Bornim bei Potsdam | für seine besonderen Leistungen auf dem Gebiet der Stauden- und Blumenzucht, insbesondere für seine hervorragende Gartengestaltung |           |
| 1955 ↑ | Arnold Graffi | Professor mit Lehrauftrag für experimentelle Pathologie an der Humboldt-Universität zu Berlin, Berlin-Buch | für seine hervorragenden wissenschaftlichen Leistungen auf dem Gebiet der experimentellen Krebsforschung, durch die wesentliche neue Erkenntnisse gewonnen wurden |           |
| 1955 ↑ | Gunther Kohlmey | Direktor des Instituts für Wirtschaftswissenschaften der DAW zu Berlin | für sein Werk über den demokratischen Weltmarkt, in dem, in Behandlung eines Themas, das noch nie in so umfassender Weise untersucht wurde, die Formen und Methoden der Zusammenarbeit der Länder des Friedenslagers theoretisch und systematisch dargestellt sind |           |
| 1955 ↑ | Heinz Kress | Direktor der Forschungsstelle für Agrarbiologie und Pflanzenzüchtung Güstrow-Gülzow der Deutschen Akademie der Landwirtschaftswissenschaften zu Berlin, Gülzow, Kreis Güstrow | für seine wissenschaftlichen, praxisverbundenen Leistungen bei der Futterpflanzenzüchtung, die zu einer erheblichen Produktionssteigerung in den Bezirken des Landes Mecklenburg führten |           |
| 1955 ↑ | Wolfgang Langenbeck | Ordentliches Mitglied der Sächsischen Akademie der Wissenschaften zu Leipzig und der DAW zu Berlin und Direktor des Instituts für Katalyseforschung Rostock dieser Akademie, Mitglied der Deutschen Akademie der Naturforscher, Leopoldina, Halle, Professor mit Lehrstuhl für organische Chemie an der Martin-Luther-Universität Halle-Wittenberg, Halle/Saale und Rostock                                                       | für seine grundlegenden wissenschaftlichen Untersuchungen der Struktur und der Wirkung der Katalysatoren bei organischen Synthesen, besonders im Bereich des biologischen Geschehens und den Bau von einfachen Fermentmodellen zum Studium der Wirksamkeit natürlicher Biokatalysatoren |           |
| 1955 ↑ | Hans Mayer | Professor mit Lehrstuhl für Geschichte der Nationalliteraturen und Leiter der Abteilung für Geschichte der Nationalliteraturen am Germanistischen Institut, Leipzig | für seine literaturwissenschaftlichen Arbeiten, die wesentliche Beiträge zu einer neuen deutschen Literaturgeschichte darstellen |           |
| 1955 ↑ | Albert Richter | Ordentliches Mitglied der Deutschen Akademie der Landwirtschaftswissenschaften zu Berlin, Direktor des Instituts für Forstwissenschaften Eberswalde dieser Akademie, Direktor des Instituts für Forsteinrichtung der Forstwirtschaftlichen Fakultät der Humboldt-Universität, Eberswalde | für die Schaffung eines neuen wissenschaftlich fundierten Forsteinrichtungsverfahrens, das gegenüber den bisher üblichen Verfahren eine eingehende Analyse der Holzvorräte der Reviere und Betriebe ermöglicht |           |
| 1955 ↑ | Günther Rienäcker | Ordentliches Mitglied der DAW zu Berlin, Ordinarius für anorganische Chemie an der Humboldt-Universität zu Berlin, Direktor des Instituts für Katalyseforschung, Berlin | für die Erforschung der wissenschaftlichen Grundlagen der heterogenen Katalyse und die methodische Ermittlung physikochemischer Konstanten zur reproduzierbaren Fertigung optimal wirksamer technischer Katalysatoren |           |
| 1955 ↑ | Walter Schlosser | Mitglied der LPG Berreuth, Kreis Dippoldiswalde, Bezirk Dresden | für seine Leistungen auf dem Gebiet der Rinderzucht, Insbesondere für seine beispielhafte Vermittlung von Erfahrungen, die entscheidend dazu beitrug, die Milchleistung je Kuh in der Gemeinde Berreuth auf über 4000 kg Milch zu steigern |           |
| 1955 ↑ | Robert Thren | Leiter des VEB Arzneimittelwerk Dresden, Radebeul | in Anerkennung seiner Verdienste um das Arzneimittelwesen, insbesondere für seine bedeutenden Forschungsarbeiten, die von großer Bedeutung für die Antibiotika-Produktion in der Deutschen Demokratischen Republik sind |           |
| 1955 ↑ | Kollektiv der Brigade „Manfred v. Brauchitsch“ der MTS Schönebeck-Nord, Bezirk Magdeburg                                                           | Kollektiv der Brigade „Manfred v. Brauchitsch“ der MTS Schönebeck-Nord, Bezirk Magdeburg | für ihre beispielhafte Initiative bei der Steigerung der Erträge durch vorbildliche Traktorenarbeiten und bei der Senkung der Erzeugungskosten je Doppelzentner |           |
| 1955 ↑ | Ernst Volk | Brigadier | für ihre beispielhafte Initiative bei der Steigerung der Erträge durch vorbildliche Traktorenarbeiten und bei der Senkung der Erzeugungskosten je Doppelzentner |           |
| 1955 ↑ | Rolf Krüger | Brigadeagronom | für ihre beispielhafte Initiative bei der Steigerung der Erträge durch vorbildliche Traktorenarbeiten und bei der Senkung der Erzeugungskosten je Doppelzentner |           |
| 1955 ↑ | Brigitte Nickel | Traktoristin | für ihre beispielhafte Initiative bei der Steigerung der Erträge durch vorbildliche Traktorenarbeiten und bei der Senkung der Erzeugungskosten je Doppelzentner |           |
| 1955 ↑ | Helmut Samm | Traktorist | für ihre beispielhafte Initiative bei der Steigerung der Erträge durch vorbildliche Traktorenarbeiten und bei der Senkung der Erzeugungskosten je Doppelzentner |           |
| 1956 ↑ | Matthias Falter | Dreifacher Aktivist, Chefkonstrukteur und Leiter der Entwicklungsstelle im VEB für Bauelemente der Nachrichtentechnik „Carl v. Ossietzky“, Teltow | für seine besonderen Verdienste um die Entwicklung von Halbleitern sowie um die Entwicklung der Bauelemente für die Nachrichtentechnik auf der Grundlage neuester wissenschaftlicher Erkenntnisse |           |
| 1956 ↑ | Johann W. Fück | Ordentliches Mitglied der Sächsischen Akademie der Wissenschaften zu Leipzig, Professor mit Lehrstuhl für Semitische Philologie und Islamkunde an der Martin-Luther-Universität Halle-Wittenberg | für seine grundlegenden Forschungen über die arabische Literatur und Sprache, mit denen er das älteste literargeschiehtliche Werk der Araber erschloß, insbesondere für sein Buch „Arabiya, Untersuchungen zur arabischen Sprach- und Stilgeschichte“ |           |
| 1956 ↑ | Paula Hertwig | Trägerin des Vaterländischen Verdienstordens, Direktor des Instituts für Biologie der Martin-Luther-Universität Halle-Wittenberg | in Würdigung ihrer hervorragenden Arbeiten auf dem Gebiet der Biologie als international bekannte deutsche Biologin |           |
| 1956 ↑ | Friedrich Leutwein | Ordentlicher Professor mit Lehrstuhl für Mineralogie an der Bergakademie Freiberg, Direktor des Instituts für Mineralogie an der Bergakademie Freiberg | in Anerkennung seiner wissenschaftlichen Arbeiten, insbesondere für seine grundlegenden Forschungsarbeiten auf geochemischem Gebiet |           |
| 1956 ↑ | Rudolf Matz | Leiter der Forschungsgruppe der Standortverteilung im Institut für Agrarökonomik der Deutschen Akademie der Landwirtschaftswissenschaften zu Berlin | für die Schaffung des „Agraratlas für das Gebiet der Deutschen Demokratischen Republik“, mit dem eine wesentliche Voraussetzung für eine standortgerechte Agrarplanung gegeben wurde |           |
| 1956 ↑ | Wilhelm Schäperclaus | Professor mit Lehrauftrag an der Landwirtschaftlich-Gärtnerischen Fakultät der Humboldt-Universität zu Berlin, Leiter der Abteilung Binnenfischerei im Institut für Fischereiwesen der Landwirtschaftlich-Gärtnerischen Fakultät der Humboldt-Universität zu Berlin, Leiter der Abteilung für Teichwirtschaft und Fischkrankheiten des Instituts für Fischerei der Deutschen Akademie der Landwirtschaftswissenschaften zu Berlin | in Würdigung seiner hervorragenden, anerkannten Arbeiten auf dem Gebiet der Fischereiwissenschaft, insbesondere für die Erarbeitung von Verfahren zur Tilgung von Fischkrankheiten |           |
| 1956 ↑ | Ostap Stasiw | Direktor des Instituts für Kristallphysik der Deutschen Akademie der Wissenschaften zu Berlin. Professor mit Lehrauftrag für ausgewählte Kapitel der Physik an der Technischen Hochschule Dresden, Mitglied des Wissenschaftlichen Beirates beim Staatssekretariat für Hochschulwesen | für seine grundlegenden Forschungsarbeiten auf dem Gebiet der Festkörperphysik, insbesondere im Zusammenhang mit der Klärung der Natur der komplizierten fotochemischen Prozesse in isolierenden Festkörpern, die wesentliche Anregungen für die praktische Auswertung lieferten |           |
| 1956 ↑ | Kollektiv der LPG „Prof. Dr. Oberdorf“ Klein-Wirschleben                                                                                           | Kollektiv der LPG „Prof. Dr. Oberdorf“ Klein-Wirschleben | für seinen Anteil an den hervorragenden Produktionserfolgen der LPG „Prof. Dr. Oberdorf“ im Ackerbau und bei der Viehzucht |           |
| 1956 ↑ | Kurt Braun | Meisterbauer, Vorsitzender | für seinen Anteil an den hervorragenden Produktionserfolgen der LPG „Prof. Dr. Oberdorf“ im Ackerbau und bei der Viehzucht |           |
| 1956 ↑ | Wilhelm Böger | Buchhalter | für seinen Anteil an den hervorragenden Produktionserfolgen der LPG „Prof. Dr. Oberdorf“ im Ackerbau und bei der Viehzucht |           |
| 1956 ↑ | Otto Friedrich | Aktivist, Vorstandsmitglied für Außenwirtschaft der LPG | für seinen Anteil an den hervorragenden Produktionserfolgen der LPG „Prof. Dr. Oberdorf“ im Ackerbau und bei der Viehzucht |           |
| 1956 ↑ | Hermann Wegner | Feldbaubrigadier | für seinen Anteil an den hervorragenden Produktionserfolgen der LPG „Prof. Dr. Oberdorf“ im Ackerbau und bei der Viehzucht |           |
| 1956 ↑ | MTS Thürkow, Kreis Teterow, Bezirk Neubrandenburg                                                                                                  | MTS Thürkow, Kreis Teterow, Bezirk Neubrandenburg | für ihren Anteil an der vorbildlichen Gesamtleistung der MTS Thürkow, die durch vorbildliche Anwendung der modernen Technik und des Fließbandsystems bei den Erntearbeiten ermöglicht wurde |           |
| 1956 ↑ | Ernst Mach | | für ihren Anteil an der vorbildlichen Gesamtleistung der MTS Thürkow, die durch vorbildliche Anwendung der modernen Technik und des Fließbandsystems bei den Erntearbeiten ermöglicht wurde |           |
| 1956 ↑ | Eduard Heidl | | für ihren Anteil an der vorbildlichen Gesamtleistung der MTS Thürkow, die durch vorbildliche Anwendung der modernen Technik und des Fließbandsystems bei den Erntearbeiten ermöglicht wurde |           |
| 1956 ↑ | Hans Klabunde | | für ihren Anteil an der vorbildlichen Gesamtleistung der MTS Thürkow, die durch vorbildliche Anwendung der modernen Technik und des Fließbandsystems bei den Erntearbeiten ermöglicht wurde |           |
| 1956 ↑ | Johann Köppl | | für ihren Anteil an der vorbildlichen Gesamtleistung der MTS Thürkow, die durch vorbildliche Anwendung der modernen Technik und des Fließbandsystems bei den Erntearbeiten ermöglicht wurde |           |
| 1956 ↑ | Heinrich Lalla | | für ihren Anteil an der vorbildlichen Gesamtleistung der MTS Thürkow, die durch vorbildliche Anwendung der modernen Technik und des Fließbandsystems bei den Erntearbeiten ermöglicht wurde |           |
| 1956 ↑ | Emil Peter | | für ihren Anteil an der vorbildlichen Gesamtleistung der MTS Thürkow, die durch vorbildliche Anwendung der modernen Technik und des Fließbandsystems bei den Erntearbeiten ermöglicht wurde |           |
| 1956 ↑ | Horst Seemann | | für ihren Anteil an der vorbildlichen Gesamtleistung der MTS Thürkow, die durch vorbildliche Anwendung der modernen Technik und des Fließbandsystems bei den Erntearbeiten ermöglicht wurde |           |
| 1956 ↑ | Conrad Timm | | für ihren Anteil an der vorbildlichen Gesamtleistung der MTS Thürkow, die durch vorbildliche Anwendung der modernen Technik und des Fließbandsystems bei den Erntearbeiten ermöglicht wurde |           |
| 1957 ↑ | Friedrich Eckart | Leiter der Abteilung Elektronik im Institut für Festkörperforschung der DAW zu Berlin | für seine wissenschaftlichen Arbeiten auf dem Gebiet der Elektronik und der Halbleiter, insbesondere für seinen Anteil an der Entwicklung von Vervielfachern sowie Selen- und Kupferoxydulgleichrichtern auf der Grundlage einheimischer Rohstoffe |           |
| 1957 ↑ | Fritz Kurt Hauschild | Professor und Institutsdirektor dos Pharmakologischen Instituts der Karl-Marx-Universität zu Leipzig | für die Ergebnisse seiner wissenschaftlichen Arbeit auf dem Gebiet der Pharmakologie, für die Entwicklung bedeutender pharmakologischer Präparate und insbesondere für sein Buch „Pharmakologie und Grundlagen der Toxikologie“ |           |
| 1957 ↑ | Friedrich Jung | Direktor am Institut für Medizin und Biologie der DAW zu Berlin, Direktor des Pharmakologischen Instituts der Humboldt-Universität zu Berlin | für seine wichtigen Arbeiten auf dem Gebiete der Blutforschung, insbesondere über das Hämoglobin und die Anwendung der Elektronenmikroskopie |           |
| 1957 ↑ | Alfred Schubert | Dreifacher Aktivist, Forschungsleiter im VEB Jenapharm, Jena | für seine Arbeiten auf dem Gebiet der Steroidhormonforschung durch Anwendung von Schweinegalle als Ausgangsmaterial für die Herstellung dieser Hormone, wodurch ein bedeutender volkswirtschaftlicher Nutzen erzielt wurde |           |
| 1957 ↑ | Otto Strube | Direktor des VEG Saatzucht Schwaneberg (Sülzetal), Bezirk Magdeburg, Aktivist, Verdienter Aktivist, Träger der Mitschurin-Medaille, Inhaber der Ehrennadel der Nationalen Front des demokratischen Deutschland | für die beispielhafte Entwicklung des Volkseigenen Saatzuchtgutes Schwaneberg, insbesondere für seine persönliche Initiative bei der Einführung des Maisanbaus in der Deutschen Demokratischen Republik |           |
| 1957 ↑ | Heinz Such | Professor mit Lehrstuhl für Zivilrecht und Direktor des Instituts für Zivilrecht an der Karl-Marx-Universität zu Leipzig | für seinen Anteil an der Entwicklung einer sozialistischen Gesetzgebung in der Deutschen Demokratischen Republik |           |
| 1957 ↑ | Walther Vetter | Direktor des Instituts für Musikwissenschaft und Professor mit Lehrstuhl für Musikwissenschaft an der Humboldt-Universität zu Berlin | für seine bedeutenden Verdienste um die Entwicklung der deutschen Musikwissenschaft und um die musikwissenschaftliche Lehre und Forschung am Musikwissenschaftlichen Institut der Humboldt-Universität zu Berlin |           |
| 1957 ↑ | Kollektiv der LPG „Glück auf Schorba“, Kreis Jena-Land                                                                                             | Kollektiv der LPG „Glück auf Schorba“, Kreis Jena-Land | für ihren hervorragenden Anteil an den Erfolgen der Landwirtschaftlichen Produktionsgenossenschaft „Glück auf“, die durch vorbildliche Arbeit einen lebendigen Beweis für die Überlegenheit der sozialistischen Produktionsverhältnisse auf dem Lande erbracht hat |           |
| 1957 ↑ | Otto Hörl | Meisterbauer, Vorsitzender | für ihren hervorragenden Anteil an den Erfolgen der Landwirtschaftlichen Produktionsgenossenschaft „Glück auf“, die durch vorbildliche Arbeit einen lebendigen Beweis für die Überlegenheit der sozialistischen Produktionsverhältnisse auf dem Lande erbracht hat |           |
| 1957 ↑ | Erhard Ruder | Vorstandsmitglied | für ihren hervorragenden Anteil an den Erfolgen der Landwirtschaftlichen Produktionsgenossenschaft „Glück auf“, die durch vorbildliche Arbeit einen lebendigen Beweis für die Überlegenheit der sozialistischen Produktionsverhältnisse auf dem Lande erbracht hat |           |
| 1957 ↑ | Gisela Loeper | Geflügelzüchterin | für ihren hervorragenden Anteil an den Erfolgen der Landwirtschaftlichen Produktionsgenossenschaft „Glück auf“, die durch vorbildliche Arbeit einen lebendigen Beweis für die Überlegenheit der sozialistischen Produktionsverhältnisse auf dem Lande erbracht hat |           |
| 1957 ↑ | Magdalena Hörl | Schweinezüchterin | für ihren hervorragenden Anteil an den Erfolgen der Landwirtschaftlichen Produktionsgenossenschaft „Glück auf“, die durch vorbildliche Arbeit einen lebendigen Beweis für die Überlegenheit der sozialistischen Produktionsverhältnisse auf dem Lande erbracht hat |           |
| 1957 ↑ | Kollektiv der MTS Zierow, Kreis Wismar | Kollektiv der MTS Zierow, Kreis Wismar | für ihren Anteil an der beispielhaften Arbeit der Maschinen-Traktoren-Station Zierow, welche durch vorbildliche Betreuung die Leistungen der landwirtschaftlichen Betriebe, insbesondere aber der Landwirtschaftlichen Produktionsgenossenschaften, von Jahr zu Jahr gesteigert hat |           |
| 1957 ↑ | Hermann Giese | Direktor | für ihren Anteil an der beispielhaften Arbeit der Maschinen-Traktoren-Station Zierow, welche durch vorbildliche Betreuung die Leistungen der landwirtschaftlichen Betriebe, insbesondere aber der Landwirtschaftlichen Produktionsgenossenschaften, von Jahr zu Jahr gesteigert hat |           |
| 1957 ↑ | Gerhard Friedrich | Technischer Leiter | für ihren Anteil an der beispielhaften Arbeit der Maschinen-Traktoren-Station Zierow, welche durch vorbildliche Betreuung die Leistungen der landwirtschaftlichen Betriebe, insbesondere aber der Landwirtschaftlichen Produktionsgenossenschaften, von Jahr zu Jahr gesteigert hat |           |
| 1957 ↑ | Erich Henning | Dispatcher | für ihren Anteil an der beispielhaften Arbeit der Maschinen-Traktoren-Station Zierow, welche durch vorbildliche Betreuung die Leistungen der landwirtschaftlichen Betriebe, insbesondere aber der Landwirtschaftlichen Produktionsgenossenschaften, von Jahr zu Jahr gesteigert hat |           |
| 1957 ↑ | Siegfried Schulz | Aktivist, Traktorbrigadier | für ihren Anteil an der beispielhaften Arbeit der Maschinen-Traktoren-Station Zierow, welche durch vorbildliche Betreuung die Leistungen der landwirtschaftlichen Betriebe, insbesondere aber der Landwirtschaftlichen Produktionsgenossenschaften, von Jahr zu Jahr gesteigert hat |           |
| 1957 ↑ | Rudi Stark | zweifacher Aktivist, Traktorist | für ihren Anteil an der beispielhaften Arbeit der Maschinen-Traktoren-Station Zierow, welche durch vorbildliche Betreuung die Leistungen der landwirtschaftlichen Betriebe, insbesondere aber der Landwirtschaftlichen Produktionsgenossenschaften, von Jahr zu Jahr gesteigert hat |           |
| 1957 ↑ | Paul Thede | Aktivist, Schlosser und Elektriker | für ihren Anteil an der beispielhaften Arbeit der Maschinen-Traktoren-Station Zierow, welche durch vorbildliche Betreuung die Leistungen der landwirtschaftlichen Betriebe, insbesondere aber der Landwirtschaftlichen Produktionsgenossenschaften, von Jahr zu Jahr gesteigert hat |           |
| 1958 ↑ | Fritz Bernhard | stellvertretender Direktor des Kernphysikalischen Instituts der DAW | Für die Entwicklung des elektromagnetischen Isotopentrenners und des Massenspektrometers, zwei wichtige Geräte für die Kernphysik in der DR, die auch international Bedeutung haben |           |
| 1958 ↑ | Friedrich Hartmut Dost | Direktor der Kinderklinik der Charité Berlin, Professor mit Lehrstuhl für Kinderheilkunde an der HUB | Für sein hervorragendes wissenschaftliches Werk „Der Blutspiegel“, das internationale Anerkennung gefunden hat. |           |
| 1958 ↑ | Manfred Gersch | Zoologe, Direktor des Phyletischen Museums in Jena, Dekan der Naturwissenschaftlichen Fakultät der FSU Jena, Mitglied des biologischen Beirats des Staatssekretariats für das Hoch- und Fachschulwesen, Professor mit Lehrstuhl | Für sein hervorragenden Leistungen auf dem Gebiet der experimentellen Zoologie, die über den Rahmen der DDR hinaus große Anerkennung gefunden haben |           |
| 1958 ↑ | Werner Hartke | Rektor der HUB, ordentliches Mitglied der DAW | Für seine hervorragenden wissenschaftlichen Arbeiten auf dem Gebiet der klassischen Philologie, insbesondere der römischen Spätantike und für seinen konsequenten Einsatz bei der Erziehung der Studenten im Sinne des wissenschaftlichen Sozialismus |           |
| 1958 ↑ | Alfred Lemmnitz | Rektor der Hochschule für Ökonomie in Berlin-Karlshorst, Mitglied der Sektiond er Wirtschaftswissenschaften an der DAW, Mitglied des Wissenschaftlichen Rates des Instituts für Wirtschaftswissenschaft | Für seine hervorragenden wissenschaftlichen Arbeiten auf dem Gebiet der politischen Ökonomie des Sozialismus und für seinen konsequenten Einsatz bei der Erziehung der Studenten im Sinne des wissenschaftlichen Sozialismus |           |
| 1958 ↑ | Kollektiv Epoxydharz | Kollektiv Epoxydharz | Für ihren Anteil an der Entwicklung wichtiger Kunstharze, insbesondere des Epoxydharzes, und für ihre Initiative bei der Anwendung dieser Stoffe in der industriellen Praxis, die von großer wirtschaftlicher Bedeutung ist |           |
| 1958 ↑ | Alfred Wende | Diplom-Chemiker in der DAW | Für ihren Anteil an der Entwicklung wichtiger Kunstharze, insbesondere des Epoxydharzes, und für ihre Initiative bei der Anwendung dieser Stoffe in der industriellen Praxis, die von großer wirtschaftlicher Bedeutung ist |           |
| 1958 ↑ | Friedrich Andreas | Betriebsleiter im VEB Leuna-Werke | Für ihren Anteil an der Entwicklung wichtiger Kunstharze, insbesondere des Epoxydharzes, und für ihre Initiative bei der Anwendung dieser Stoffe in der industriellen Praxis, die von großer wirtschaftlicher Bedeutung ist |           |
| 1958 ↑ | Karl Buser | Diplom-Chemiker, Betriebsleiter im VEB Leuna-Werke | Für ihren Anteil an der Entwicklung wichtiger Kunstharze, insbesondere des Epoxydharzes, und für ihre Initiative bei der Anwendung dieser Stoffe in der industriellen Praxis, die von großer wirtschaftlicher Bedeutung ist |           |
| 1958 ↑ | Werner Heidinger | Betriebsleiter im VEB Leuna-Werke | Für ihren Anteil an der Entwicklung wichtiger Kunstharze, insbesondere des Epoxydharzes, und für ihre Initiative bei der Anwendung dieser Stoffe in der industriellen Praxis, die von großer wirtschaftlicher Bedeutung ist |           |
| 1958 ↑ | Fritz Seiter | Gruppenleiter im VEB Leuna-Werke | Für ihren Anteil an der Entwicklung wichtiger Kunstharze, insbesondere des Epoxydharzes, und für ihre Initiative bei der Anwendung dieser Stoffe in der industriellen Praxis, die von großer wirtschaftlicher Bedeutung ist |           |
| 1958 ↑ | Hans Rudolf Karl Jahn | Leiter der Themengruppe Epoxydharze in der DAW | Für ihren Anteil an der Entwicklung wichtiger Kunstharze, insbesondere des Epoxydharzes, und für ihre Initiative bei der Anwendung dieser Stoffe in der industriellen Praxis, die von großer wirtschaftlicher Bedeutung ist |           |
| 1958 ↑ | Winfried Schäfer | Wissenschaftlicher Oberassistent in der DAW | Für ihren Anteil an der Entwicklung wichtiger Kunstharze, insbesondere des Epoxydharzes, und für ihre Initiative bei der Anwendung dieser Stoffe in der industriellen Praxis, die von großer wirtschaftlicher Bedeutung ist |           |
| 1958 ↑ | Ingenieurkollektiv „Geräteträger RS09“ aus dem VEB Traktorenwerk Schönebeck                                                                        | Ingenieurkollektiv „Geräteträger RS09“ aus dem VEB Traktorenwerk Schönebeck | Für ihren Anteil an der Entwicklung des Geräteträgers RS09, der durch seinevielfältige Verwendbarkeit und seine Anpassungsfähigkeit von großer Bedeutung für die Entwicklung der sozialistischen Großproduktion auf dem Lande ist, und in steigendem Maße exportiert wird |           |
| 1958 ↑ | Karl-Heinz Meyer | Chefkonstrukteur | Für ihren Anteil an der Entwicklung des Geräteträgers RS09, der durch seinevielfältige Verwendbarkeit und seine Anpassungsfähigkeit von großer Bedeutung für die Entwicklung der sozialistischen Großproduktion auf dem Lande ist, und in steigendem Maße exportiert wird |           |
| 1958 ↑ | Gerhard Hendrich | Gruppenleiter | Für ihren Anteil an der Entwicklung des Geräteträgers RS09, der durch seinevielfältige Verwendbarkeit und seine Anpassungsfähigkeit von großer Bedeutung für die Entwicklung der sozialistischen Großproduktion auf dem Lande ist, und in steigendem Maße exportiert wird |           |
| 1958 ↑ | Egon Scheuch | Freier Mitarbeiter | Für ihren Anteil an der Entwicklung des Geräteträgers RS09, der durch seinevielfältige Verwendbarkeit und seine Anpassungsfähigkeit von großer Bedeutung für die Entwicklung der sozialistischen Großproduktion auf dem Lande ist, und in steigendem Maße exportiert wird |           |
| 1958 ↑ | Ernst Laserke | Obermeister | Für ihren Anteil an der Entwicklung des Geräteträgers RS09, der durch seinevielfältige Verwendbarkeit und seine Anpassungsfähigkeit von großer Bedeutung für die Entwicklung der sozialistischen Großproduktion auf dem Lande ist, und in steigendem Maße exportiert wird |           |
| 1958 ↑ | Alfred Klemme | Schlosser | Für ihren Anteil an der Entwicklung des Geräteträgers RS09, der durch seinevielfältige Verwendbarkeit und seine Anpassungsfähigkeit von großer Bedeutung für die Entwicklung der sozialistischen Großproduktion auf dem Lande ist, und in steigendem Maße exportiert wird |           |
| 1958 ↑ | Kollektiv VEB Kupferbergbau Niederröblingen | Kollektiv VEB Kupferbergbau Niederröblingen | Für ihren Anteil an dem vorfristigen Aufbau der Schachtanlange Niederröblingen unter Anwendung sozialistischer Arbeitsmethoden, der die Förderung von Kupfererzen schon in diesem Jahr ermöglichte und eine wesentliche Steigerung der Fördermenge bereits im nächsten Jahr mit Sicherheit erwarten lässt. |           |
| 1958 ↑ | Franz Kraft | Bohrhauerbrigadier | Für ihren Anteil an dem vorfristigen Aufbau der Schachtanlange Niederröblingen unter Anwendung sozialistischer Arbeitsmethoden, der die Förderung von Kupfererzen schon in diesem Jahr ermöglichte und eine wesentliche Steigerung der Fördermenge bereits im nächsten Jahr mit Sicherheit erwarten lässt. |           |
| 1958 ↑ | Kurt Kühne | Bohrhauerbrigadier | Für ihren Anteil an dem vorfristigen Aufbau der Schachtanlange Niederröblingen unter Anwendung sozialistischer Arbeitsmethoden, der die Förderung von Kupfererzen schon in diesem Jahr ermöglichte und eine wesentliche Steigerung der Fördermenge bereits im nächsten Jahr mit Sicherheit erwarten lässt. |           |
| 1958 ↑ | Georg Schliebe | Bohrhauerbrigadier | Für ihren Anteil an dem vorfristigen Aufbau der Schachtanlange Niederröblingen unter Anwendung sozialistischer Arbeitsmethoden, der die Förderung von Kupfererzen schon in diesem Jahr ermöglichte und eine wesentliche Steigerung der Fördermenge bereits im nächsten Jahr mit Sicherheit erwarten lässt. |           |
| 1958 ↑ | Heinz Gremblewski | Werkleiter | Für ihren Anteil an dem vorfristigen Aufbau der Schachtanlange Niederröblingen unter Anwendung sozialistischer Arbeitsmethoden, der die Förderung von Kupfererzen schon in diesem Jahr ermöglichte und eine wesentliche Steigerung der Fördermenge bereits im nächsten Jahr mit Sicherheit erwarten lässt. |           |
| 1958 ↑ | Otto Katzmann | Technischer Leiter | Für ihren Anteil an dem vorfristigen Aufbau der Schachtanlange Niederröblingen unter Anwendung sozialistischer Arbeitsmethoden, der die Förderung von Kupfererzen schon in diesem Jahr ermöglichte und eine wesentliche Steigerung der Fördermenge bereits im nächsten Jahr mit Sicherheit erwarten lässt. |           |
| 1958 ↑ | Fritz Meißner | Parteisekretär | Für ihren Anteil an dem vorfristigen Aufbau der Schachtanlange Niederröblingen unter Anwendung sozialistischer Arbeitsmethoden, der die Förderung von Kupfererzen schon in diesem Jahr ermöglichte und eine wesentliche Steigerung der Fördermenge bereits im nächsten Jahr mit Sicherheit erwarten lässt. |           |
| 1958 ↑ | Kollektiv der LPG Rotes Banner Trinwillershagen | Kollektiv der LPG Rotes Banner Trinwillershagen | Für ihren hervorragenden Anteil an der Entwicklung der LPG Rotes Banner, die alle Einzelbauern der Gemeinde vereinigt, sowie für ihre erfolgreiche Arbeit bei der politischen und kulturellen Umgestaltung der Gemeinde Trinwillershagen zum ersten sozialistischen Dorf der DDR. |           |
| 1958 ↑ | Reinhard Jahnke | Vorsitzender der LPG | Für ihren hervorragenden Anteil an der Entwicklung der LPG Rotes Banner, die alle Einzelbauern der Gemeinde vereinigt, sowie für ihre erfolgreiche Arbeit bei der politischen und kulturellen Umgestaltung der Gemeinde Trinwillershagen zum ersten sozialistischen Dorf der DDR. |           |
| 1958 ↑ | Johann Reiter | Feldbrigadeleiter und Vorstandsmitglied | Für ihren hervorragenden Anteil an der Entwicklung der LPG Rotes Banner, die alle Einzelbauern der Gemeinde vereinigt, sowie für ihre erfolgreiche Arbeit bei der politischen und kulturellen Umgestaltung der Gemeinde Trinwillershagen zum ersten sozialistischen Dorf der DDR. |           |
| 1958 ↑ | Fritz Eng | Leiter einer zootechnischen Arbeitsgruppe | Für ihren hervorragenden Anteil an der Entwicklung der LPG Rotes Banner, die alle Einzelbauern der Gemeinde vereinigt, sowie für ihre erfolgreiche Arbeit bei der politischen und kulturellen Umgestaltung der Gemeinde Trinwillershagen zum ersten sozialistischen Dorf der DDR. |           |
| 1958 ↑ | Wilhelm Loßmann | Schmied in der Reparaturbrigade | Für ihren hervorragenden Anteil an der Entwicklung der LPG Rotes Banner, die alle Einzelbauern der Gemeinde vereinigt, sowie für ihre erfolgreiche Arbeit bei der politischen und kulturellen Umgestaltung der Gemeinde Trinwillershagen zum ersten sozialistischen Dorf der DDR. |           |
| 1958 ↑ | Herbert Neitz | Mitglied der Feldbaubrigade | Für ihren hervorragenden Anteil an der Entwicklung der LPG Rotes Banner, die alle Einzelbauern der Gemeinde vereinigt, sowie für ihre erfolgreiche Arbeit bei der politischen und kulturellen Umgestaltung der Gemeinde Trinwillershagen zum ersten sozialistischen Dorf der DDR. |           |
| 1958 ↑ | Kollektiv MTS Gräfentonna | Kollektiv MTS Gräfentonna | Für ihren hervorragenden Anteil an der bedeutenden Erweiterung des sozialistischen Sektors im Bereich der MTS Gräfentonna und der Weiterentwicklung sozialistischer Arbeitsmethoden und der sozialistischen Arbeitsmoral, wodurch eine Steigerung der pflanzlichen und tierischen Produktion bei den LPG des Brigadebereichs erzielt wurde. |           |
| 1958 ↑ | Erwin Gemballe | Direktor der MTS | Für ihren hervorragenden Anteil an der bedeutenden Erweiterung des sozialistischen Sektors im Bereich der MTS Gräfentonna und der Weiterentwicklung sozialistischer Arbeitsmethoden und der sozialistischen Arbeitsmoral, wodurch eine Steigerung der pflanzlichen und tierischen Produktion bei den LPG des Brigadebereichs erzielt wurde. |           |
| 1958 ↑ | Karl Lämmerhirt | Oberagronom | Für ihren hervorragenden Anteil an der bedeutenden Erweiterung des sozialistischen Sektors im Bereich der MTS Gräfentonna und der Weiterentwicklung sozialistischer Arbeitsmethoden und der sozialistischen Arbeitsmoral, wodurch eine Steigerung der pflanzlichen und tierischen Produktion bei den LPG des Brigadebereichs erzielt wurde. |           |
| 1958 ↑ | Rudolf Baumgartl | Brigadier | Für ihren hervorragenden Anteil an der bedeutenden Erweiterung des sozialistischen Sektors im Bereich der MTS Gräfentonna und der Weiterentwicklung sozialistischer Arbeitsmethoden und der sozialistischen Arbeitsmoral, wodurch eine Steigerung der pflanzlichen und tierischen Produktion bei den LPG des Brigadebereichs erzielt wurde. |           |
| 1958 ↑ | Herbert Stichling | Traktorist | Für ihren hervorragenden Anteil an der bedeutenden Erweiterung des sozialistischen Sektors im Bereich der MTS Gräfentonna und der Weiterentwicklung sozialistischer Arbeitsmethoden und der sozialistischen Arbeitsmoral, wodurch eine Steigerung der pflanzlichen und tierischen Produktion bei den LPG des Brigadebereichs erzielt wurde. |           |
| 1958 ↑ | Kollektiv der LPG Frieden Schönermark | Kollektiv der LPG Frieden Schönermark | Für ihren hervorragenden Anteil an der Steigerung der landwirtschaftlichen Produktion durch die beispielhafte Anwendung sozialistischer Arbeitsmethoden und des sozialistischen Wettbewerbs in der LPG Frieden, die maßgeblich zur Festigung und Erweiterung des sozialistischen Sektors in der Landwirtschaft beigetragen haben. |           |
| 1958 ↑ | Bruno Wilke | LPG-Vorsitzender | Für ihren hervorragenden Anteil an der Steigerung der landwirtschaftlichen Produktion durch die beispielhafte Anwendung sozialistischer Arbeitsmethoden und des sozialistischen Wettbewerbs in der LPG Frieden, die maßgeblich zur Festigung und Erweiterung des sozialistischen Sektors in der Landwirtschaft beigetragen haben. |           |
| 1958 ↑ | Paul Bergmann | Stellvertreter des LPG-Vorsitzenden | Für ihren hervorragenden Anteil an der Steigerung der landwirtschaftlichen Produktion durch die beispielhafte Anwendung sozialistischer Arbeitsmethoden und des sozialistischen Wettbewerbs in der LPG Frieden, die maßgeblich zur Festigung und Erweiterung des sozialistischen Sektors in der Landwirtschaft beigetragen haben. |           |
| 1958 ↑ | Anne-Margret Mielke | Buchhalterin | Für ihren hervorragenden Anteil an der Steigerung der landwirtschaftlichen Produktion durch die beispielhafte Anwendung sozialistischer Arbeitsmethoden und des sozialistischen Wettbewerbs in der LPG Frieden, die maßgeblich zur Festigung und Erweiterung des sozialistischen Sektors in der Landwirtschaft beigetragen haben. |           |
| 1958 ↑ | Wilhelm Keiling | Arbeitsgruppenleiter in der LPG | Für ihren hervorragenden Anteil an der Steigerung der landwirtschaftlichen Produktion durch die beispielhafte Anwendung sozialistischer Arbeitsmethoden und des sozialistischen Wettbewerbs in der LPG Frieden, die maßgeblich zur Festigung und Erweiterung des sozialistischen Sektors in der Landwirtschaft beigetragen haben. |           |
| 1958 ↑ | Konstrukteur-Kollektiv Kartoffel- und Rübenvollerntemaschine aus dem VEB Bodenbearbeitungsgeräte Leipzig                                           | Konstrukteur-Kollektiv Kartoffel- und Rübenvollerntemaschine aus dem VEB Bodenbearbeitungsgeräte Leipzig | Für ihren Anteil an der Entwicklung einer Kartoffel- und Rübenvollerntemaschine, die durch eine erweiterte Einsatzfähigkeit auf den Ernsteflächen und eine weitere Mechanisierung von bisher manuell durchgeführten Arbeitsgängen die sozialistische Großproduktion auf dem LAnde wesentlich fördert. |           |
| 1958 ↑ | Paul Prüfer | Leiter des Entwicklungsbüros | Für ihren Anteil an der Entwicklung einer Kartoffel- und Rübenvollerntemaschine, die durch eine erweiterte Einsatzfähigkeit auf den Ernsteflächen und eine weitere Mechanisierung von bisher manuell durchgeführten Arbeitsgängen die sozialistische Großproduktion auf dem LAnde wesentlich fördert. |           |
| 1958 ↑ | Herbert Kretschmar | Konstrukteur | Für ihren Anteil an der Entwicklung einer Kartoffel- und Rübenvollerntemaschine, die durch eine erweiterte Einsatzfähigkeit auf den Ernsteflächen und eine weitere Mechanisierung von bisher manuell durchgeführten Arbeitsgängen die sozialistische Großproduktion auf dem LAnde wesentlich fördert. |           |
| 1958 ↑ | Herbert Herrmann | Konstrukteur | Für ihren Anteil an der Entwicklung einer Kartoffel- und Rübenvollerntemaschine, die durch eine erweiterte Einsatzfähigkeit auf den Ernsteflächen und eine weitere Mechanisierung von bisher manuell durchgeführten Arbeitsgängen die sozialistische Großproduktion auf dem LAnde wesentlich fördert. |           |
| 1958 ↑ | Paul Seidel | Konstrukteur | Für ihren Anteil an der Entwicklung einer Kartoffel- und Rübenvollerntemaschine, die durch eine erweiterte Einsatzfähigkeit auf den Ernsteflächen und eine weitere Mechanisierung von bisher manuell durchgeführten Arbeitsgängen die sozialistische Großproduktion auf dem LAnde wesentlich fördert. |           |
| 1958 ↑ | Harry Förster | Schlosser | Für ihren Anteil an der Entwicklung einer Kartoffel- und Rübenvollerntemaschine, die durch eine erweiterte Einsatzfähigkeit auf den Ernsteflächen und eine weitere Mechanisierung von bisher manuell durchgeführten Arbeitsgängen die sozialistische Großproduktion auf dem LAnde wesentlich fördert. |           |
| 1958 ↑ | Paul Hirsch | Schlosser | Für ihren Anteil an der Entwicklung einer Kartoffel- und Rübenvollerntemaschine, die durch eine erweiterte Einsatzfähigkeit auf den Ernsteflächen und eine weitere Mechanisierung von bisher manuell durchgeführten Arbeitsgängen die sozialistische Großproduktion auf dem LAnde wesentlich fördert. |           |
| 1959 ↑ | Auguste Cornu | Leiter der Marx-Engels-Forschungsstelle an der DAW | Für sein Lebenswerk über die Entstehung des Marxismus |           |
| 1959 ↑ | Harald Costa | Leiter des wärmetechnischen Instituts in Jena | Für die Entwicklung einer vollautomatischen Verbundbetriebsweise und Rekuperativ-Gasbeheizung keramischer Rundöfen |           |
| 1959 ↑ | Franz Dornseiff | Direktor des Philologischen Instituts der KMU Leipzig | Für sein Lebenswerk |           |
| 1959 ↑ | Heinz Jungnickel | Chefkonstrukteur des VEB Projektierung und Anlagenbau Chemie Dresden bzw. der VVB Chemie- und Klimaanlagen, Professor mit Lehrstuhl für Kältetechnik an der TH Dresden | Für die Errichtung der ersten Argonerzeugung in Leuna |           |
| 1959 ↑ | Georg Klaus | Professor mit Lehrstuhl an der HUB, Leiter der Arbeitsgruppe Philosophie an der DAW | Für seine hervorragenden wissenschaftlichen Leistungen auf dem Gebiet der Philosophie |           |
| 1959 ↑ | Clemens Klitsch | Professor mit Lehrstuhl für Acker- und Pflanzenbau und Direktor des Instituts für Pflanzenbau und Pflanzenzucht an der FSU Jena | Für seine wissenschaftlichen Arbeiten auf dem Gebiete des Acker- und Pflanzenbaus und der Anwendung der Ergebnisse in der Praxis, insbesondere für seine große Initiative bei der Einführung des Hopfenbaus in der DDR, der von großer volkswirtschaftlicher Bedeutung ist. |           |
| 1959 ↑ | Walter Ruben | Professor mit Lehrstuhl für Indologie an der HUB, Direktor des Institutes für Indienkunde, stellvertretender Direktor des Instituts für Orientforschung der DAW | Für seine hervorragenden Verdienste bei der Herausarbeitung der Prinzipien einer modernen Indienkunde sowie für seine marxistische Interpretation der indischen Philosophie |           |
| 1959 ↑ | Georg Schulz | | |           |
| 1959 ↑ | Kollektiv Jugendkomplexbrigade „Nikolai Mamai“ Bitterfeld                                                                                          | | |           |
| 1959 ↑ | Bernhard Büchner | | |           |
| 1959 ↑ | Siegfried Meyer | | |           |
| 1959 ↑ | Franz Base | | |           |
| 1959 ↑ | Herbert Fietz | | |           |
| 1959 ↑ | Heinz Kanus | | |           |
| 1959 ↑ | Rolf Hübner | | |           |
| 1959 ↑ | Kollektiv „Karbidofen III“, Schkopau | Kollektiv „Karbidofen III“, Schkopau | Für die Rekonstruktion des Karbidofens in Rekordzeit |           |
| 1959 ↑ | Franz Ebster | Werksleiter | Für die Rekonstruktion des Karbidofens in Rekordzeit |           |
| 1959 ↑ | Hans Junge | Oberingenieur, Leiter des technischen Betriebes | Für die Rekonstruktion des Karbidofens in Rekordzeit |           |
| 1959 ↑ | Paul Robalewski | Obermeister | Für die Rekonstruktion des Karbidofens in Rekordzeit |           |
| 1959 ↑ | Friedrich Wagner | Obermeister | Für die Rekonstruktion des Karbidofens in Rekordzeit |           |
| 1959 ↑ | Manfred Graf | stellvertretender Brigadier | Für die Rekonstruktion des Karbidofens in Rekordzeit |           |
| 1959 ↑ | Werner Polzin | Kolonnenführer | Für die Rekonstruktion des Karbidofens in Rekordzeit |           |
| 1959 ↑ | Kollektiv des Gerad-Strebes VEB Kupferbergwerk „Fortschritt“                                                                                       | | |           |
| 1959 ↑ | Heinz Bumke | | |           |
| 1959 ↑ | Wolfgang Dietze | | |           |
| 1959 ↑ | Stefan Jelonek | | |           |
| 1959 ↑ | Josef Litschko | | |           |
| 1959 ↑ | Sighard Rasche | | |           |
| 1959 ↑ | Horst Rische | | |           |
| 1959 ↑ | Karl-Heinz Scharfe | | |           |
| 1959 ↑ | Kollektiv der LPG „Wilhelm Pieck“ Kauern | | |           |
| 1959 ↑ | Heinz Wittig | | |           |
| 1959 ↑ | Fritz Kratzsch | | |           |
| 1959 ↑ | Karl Beyer | | |           |
| 1959 ↑ | Josef Schieche | | |           |
| 1959 ↑ | Berta Hauptmann | | |           |
| 1959 ↑ | Erich Schumann | | |           |
| 1959 ↑ | Kollektiv LPG „Einheit“ Hakeborn, Kreis Staßfurt                                                                                                   | | |           |
| 1959 ↑ | Wilhelm Kunze | | |           |
| 1959 ↑ | Friedrich Wöhler | | |           |
| 1959 ↑ | Eva Mangold | | |           |
| 1959 ↑ | Fritz Kühne | | |           |
| 1959 ↑ | Margarete Heinemann | | |           |
| 1959 ↑ | Hans Hermann | | |           |
| 1959 ↑ | PG-Kollektiv im VEB Elektrochemisches Kombinat Bitterfeld                                                                                          | | |           |
| 1959 ↑ | Reinhard Kusdik | | |           |
| 1959 ↑ | Hans Kaltwasser | | |           |
| 1959 ↑ | Karl-Heinz Falk | | |           |
| 1959 ↑ | Richard Greger | | |           |
| 1959 ↑ | Wilhelm Müller | | |           |
| 1959 ↑ | Christian Haiser | | |           |
| 1959 ↑ | Kollektiv Rappbode-Talsperre | | |           |
| 1959 ↑ | Kurt Münster | Projektierungsleiter VEB Wasserwirtschaft Bode | |           |
| 1959 ↑ | Erhard Lehmann | erster Bauleiter, später Güte-Ingenieur | |           |
| 1959 ↑ | Christian Weißbach | Oberbauleiter am Bodewerk | |           |
| 1959 ↑ | Werner Grahl | stellvertretender Bauleiter | |           |
| 1959 ↑ | Wilhelm Wölfel | | |           |
| 1959 ↑ | Florentin Seifert | | |           |
| 1959 ↑ | Ernst Fessel | | |           |
| 1959 ↑ | Kollektiv SDAG-Wismut, Karl-Marx-Stadt | | |           |
| 1959 ↑ | Kurt Naumann | | |           |
| 1959 ↑ | Gerhard Schwarz | | |           |
| 1959 ↑ | Heinz Koschker | | |           |
| 1959 ↑ | Gottfried Lippmann | | |           |
| 1959 ↑ | „Wofatit-Kollektiv“, VEB Farbenfabrik Wolfen | | |           |
| 1959 ↑ | Friedrich Wolf | | |           |
| 1959 ↑ | Waldemar Haenschke | | |           |
| 1959 ↑ | Manfred Morgner | | |           |
| 1959 ↑ | Franz Strauss | | |           |
| 1959 ↑ | Hans Reuter | | |           |
| 1959 ↑ | Erik Reißmann | | |           |
| 1959 ↑ | Heinz Müller | | |           |
| 1959 ↑ | Kollektiv VEB Transformatoren- und Röntgenwerk Dresden                                                                                             | | |           |
| 1959 ↑ | Otto Gieseler | | |           |
| 1959 ↑ | Gerhard Jitzke | | |           |
| 1959 ↑ | Heinold Martin | | |           |
| 1959 ↑ | Horst Marcinkowski | | |           |
| 1959 ↑ | Horst Frank | | |           |
| 1959 ↑ | Harald Anders | | |           |
| 1959 ↑ | Hermann Liebschner | | |           |

## Preissummen
| Jahr   | Preissumme in Mark |
| ------ | ------------------ |
| 1949   | 375.000            |
| 1950   | 350.000            |
| 1951   | 350.000            |
| 1952   | 350.000            |
| 1953   | 400.000            |
| 1954   | 325.000            |
| 1955   | 300.000            |
| 1956   | 225.000            |
| 1957   | 225.000            |
| 1958   | 300.000            |
| 1959   | 450.000            |
| Gesamt | 3.650.000          |